# ヘンリー・オサワ・タナー
ヘンリー・オサワ・タナー（Henry Ossawa Tanner、1859年6月21日 - 1937年5月25日）は、アメリカ合衆国出身の画家である。キャリアの大半をフランスで過ごした。国際的な評価を得た初のアフリカ系アメリカ人画家である。
1891年にパリに渡ってアカデミー・ジュリアンで学び、フランスの画壇で高い評価を得た。1923年にレジオンドヌール勲章シュヴァリエを受章した。

## 生涯

### 若年期
タナーはペンシルベニア州ピッツバーグで1859年6月21日に生まれた。
父ベンジャミン・タッカー・タナー (1835–1923)は、アメリカ合衆国初の黒人による独立した宗派であるアフリカ・メソジスト監督教会の監督（聖職者）である。ベンジャミンは、アフリカ系アメリカ人のための大学であるアヴェリー大学とピッツバーグ神学校で学び、文学の道へ進んだ。また、奴隷制度廃止運動を支持する政治活動家でもあった。タナーの「オサワ」というミドルネームは、血を流すカンザスの闘争において、奴隷制度反対派と擁護派が戦った1856年のオサワトミーの戦いに因んでつけられたものである。
母サラ・エリザベス・タナーは、バージニア州の奴隷の子として生まれたものと考えられている。後にサラは自由黒人となったが、その経緯については2つの異なる話が伝わっている。1つは、彼女の親が家族を牛車に乗せて「自由州」であるペンシルベニア州へ移住させたというものである。もう1つは、サラ個人が、黒人奴隷の逃亡を支援する地下組織である「地下鉄道」の手助けにより北部へ逃亡したというものである。その後、ベンジャミンと出会い、結婚した。
タナー家には少なくとも5人の子供がおり、そのうちの2人、ベンジャミンとホレスは幼少期に死亡した。妹のハレは、アラバマ州の女性で初めて医師免許を取得した。
タナーが10代の時、一家はピッツバーグからフィラデルフィアに転居した。そこで父ベンジャミンは、元奴隷の奴隷制度廃止運動家であるフレデリック・ダグラスと知り合いになった。また、アフリカ系アメリカ人アーティストのロバート・ダグラス・ジュニアが近所に住んでおり、タナーは後に「家の前を通りかかり、いつも窓に飾られた彼の絵を眺めていた」と書いている。タナーが13歳頃のとき、父とともに歩いていたフェアモント公園で風景画家が絵を描いているのを見て、タナーは画家になることを志した。

### 教育

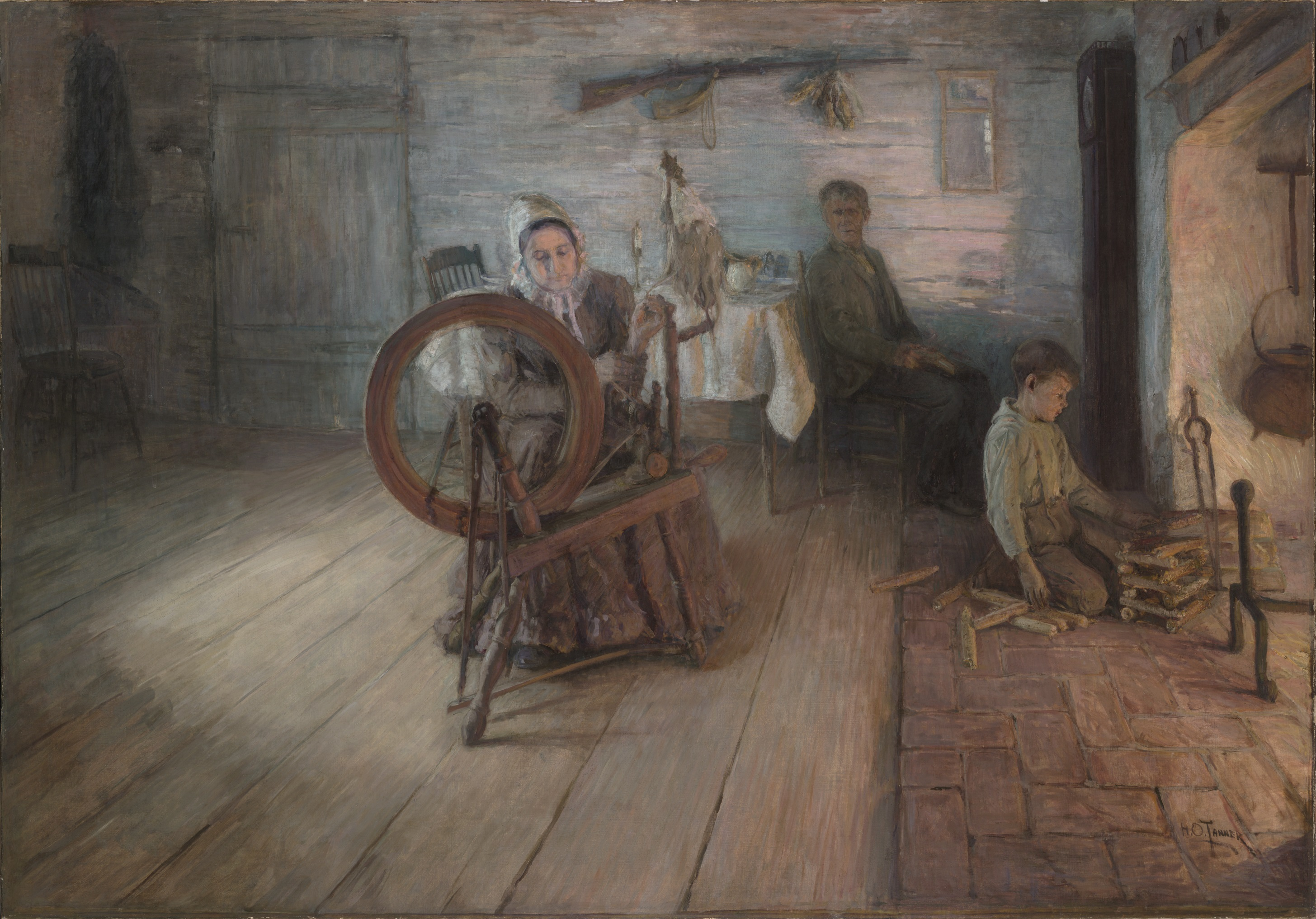
Spinning By Firelight, 1894

ほとんどの白人アーティストがアフリカ系アメリカ人を弟子に取ることを拒んだ中、フィラデルフィアのペンシルベニア美術アカデミーはタナーを受け入れ、1879年に入学した。タナーは唯一の黒人学生だった。
タナーがこの学校を選んだのは、当時のこの学校が、石膏模型よりも生身のモデルを使った美術研究に重点を置くようになっていたからだった。教授のトマス・エイキンズは、アメリカの芸術教育における新しいアプローチを推進した。例えば、生身のモデルを使った実習を増やす、男女ともに学生に対して解剖学を教える、解剖学の授業のために死体を解剖するなどである。エイキンズの芸術教育に対する進歩的なアプローチは、タナーに大きな影響を与えた。エイキンズはタナーのことを気に入っており、タナーが学校を去ってから20年後に、エイキンズはタナーの肖像画を描いている。
タナーがこの学校で知り合った芸術家たちとは、生涯に渡り交流を続けた。後にアッシュカン・スクール運動を起こすロバート・ヘンライとは特に親交が深かった。タナーはこの学校で、解剖学に関する深い知識と、人体の重量と構造に関する知識をカンバスに表現する技術を身に着けた。
タナーは、1881年11月に病気を患ったことで、退学せざるを得なくなった。タナーは翌年の夏まで、アディロンダック山地で療養生活を送った。
タナーの師には、トマス・エイキンズ（アメリカ写実主義、写真）、トーマス・ホーヴェンデン（アメリカ写実主義）、ジャン＝ジョセフ・バンジャマン＝コンスタン（オリエンタリズム、フランスアカデミック美術）、ジャン＝ポール・ローランス（歴史画、フランスアカデミック美術）などがいた。

### 人種差別の問題
タナーはアーティストとしての自信を深め、フィラデルフィアで自分の作品を売り始めたが、黒人に対する人種差別と直面した。タナーは自伝の中で、自身が遭遇した人種差別について次のように述べている。
私は極度に臆病で、自分がそこにいる権利が十分にあるにもかかわらず、自分が歓迎されていないと思い知らされ、数か月たっても、時には数週間にわたって苦痛を感じることがあった。これらの不快な出来事が頭に浮かぶたびに、私は落ち込み、それに自分が耐えてきたことを考えると、その出来事そのものと同じくらいに、それによりまた新たに苦しめられた。
ヨーロッパへの渡航費用を稼ぐために、タナーは1880年代後半にアトランタで写真スタジオを経営したが、これは失敗に終わった。
この時期、タナーはクラーク・カレッジ（現クラーク・アトランタ大学）の理事でメソジスト監督教会の監督のジョセフ・クレイン・ハーツゼルと出会った。タナーと親しくなったハーツゼル夫妻は、タナーのパトロンとなり、自身の大学の教員として推薦した。タナーは短期間、クラーク・カレッジでデッサンを教えた。

### 渡仏
1891年1月4日、タナーは、リバプール、パリを経由してローマへ向かう「シティ・オブ・チェスター」号に乗り込んだ。途中のパリを気に入ったタナーはそこで下船し、アカデミー・ジュリアンで絵画の勉強を始めた。フランスの画壇では、人種はほとんど問題にされなかった。タナーはサロン・ド・パリに出展して、自分の作品が認められることを目標とした。

### 『バンジョーのレッスン』

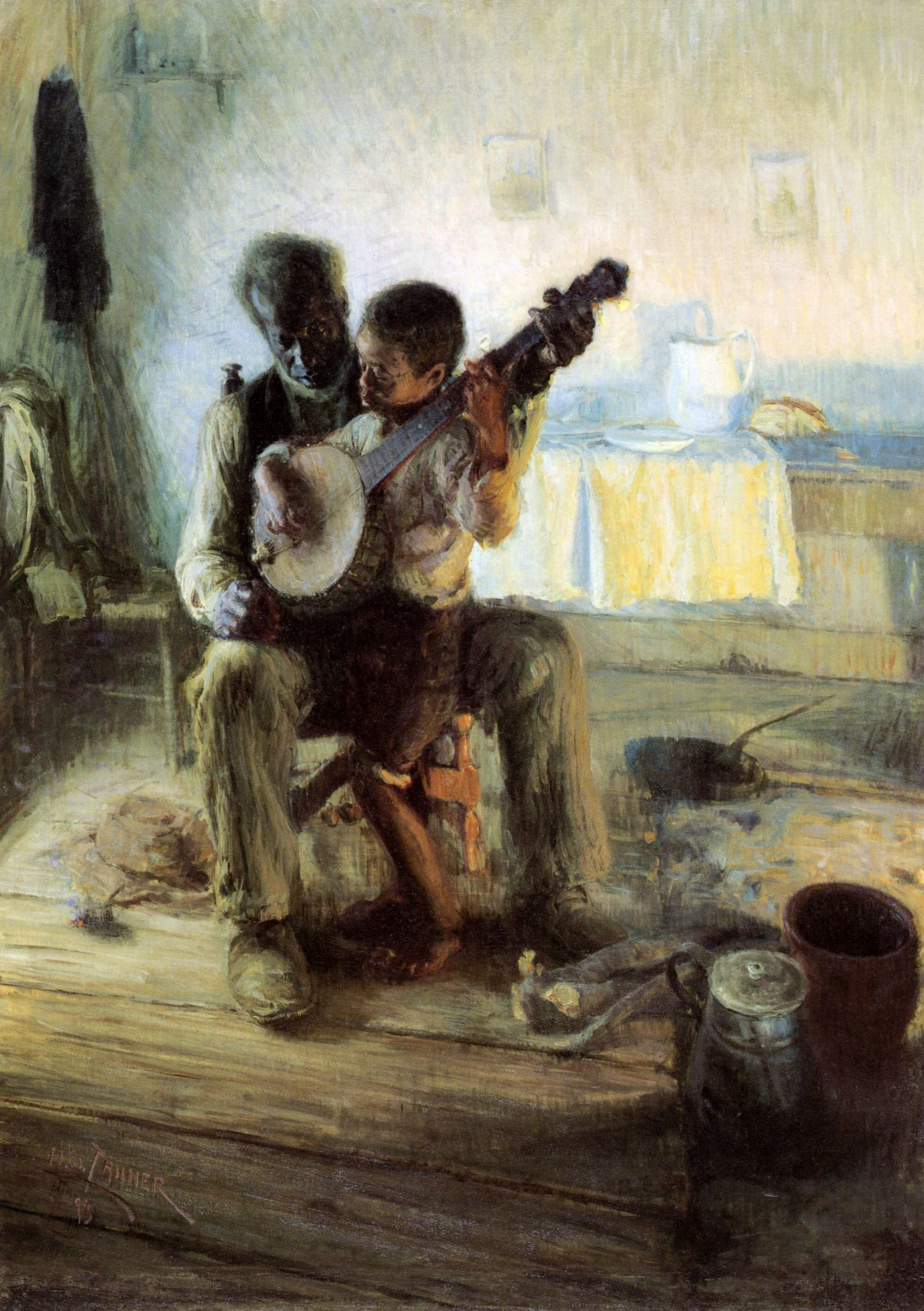
『バンジョーのレッスン』（1893年）

1893年に帰国したとき、タナーはシカゴで開催された「世界アフリカ会議」で「芸術におけるアメリカ黒人」と題する論文を発表した。また、アパラチアに住む黒人たちを描いた一連の絵画シリーズを発表し、その中で、タナーの代表作である『バンジョーのレッスン』を描いた。この絵画には、年老いた黒人男性が、その孫と思われる少年にバンジョーの弾き方を教える様子が描かれている。19世紀後半のアメリカの芸術作品には、バンジョーを演奏する黒人が数多く登場する。

### パリでの生活
時折短期間の帰国をしたのを除いて、タナーは生涯の大半をパリで過ごした。すぐにパリでの生活に慣れ、ニューヨーク出身の画商アサートン・カーティスと知り合った。カーティスの勧めで、1902年の6か月間、ニューヨーク州マウント・キスコの芸術家コミュニティに参加した。

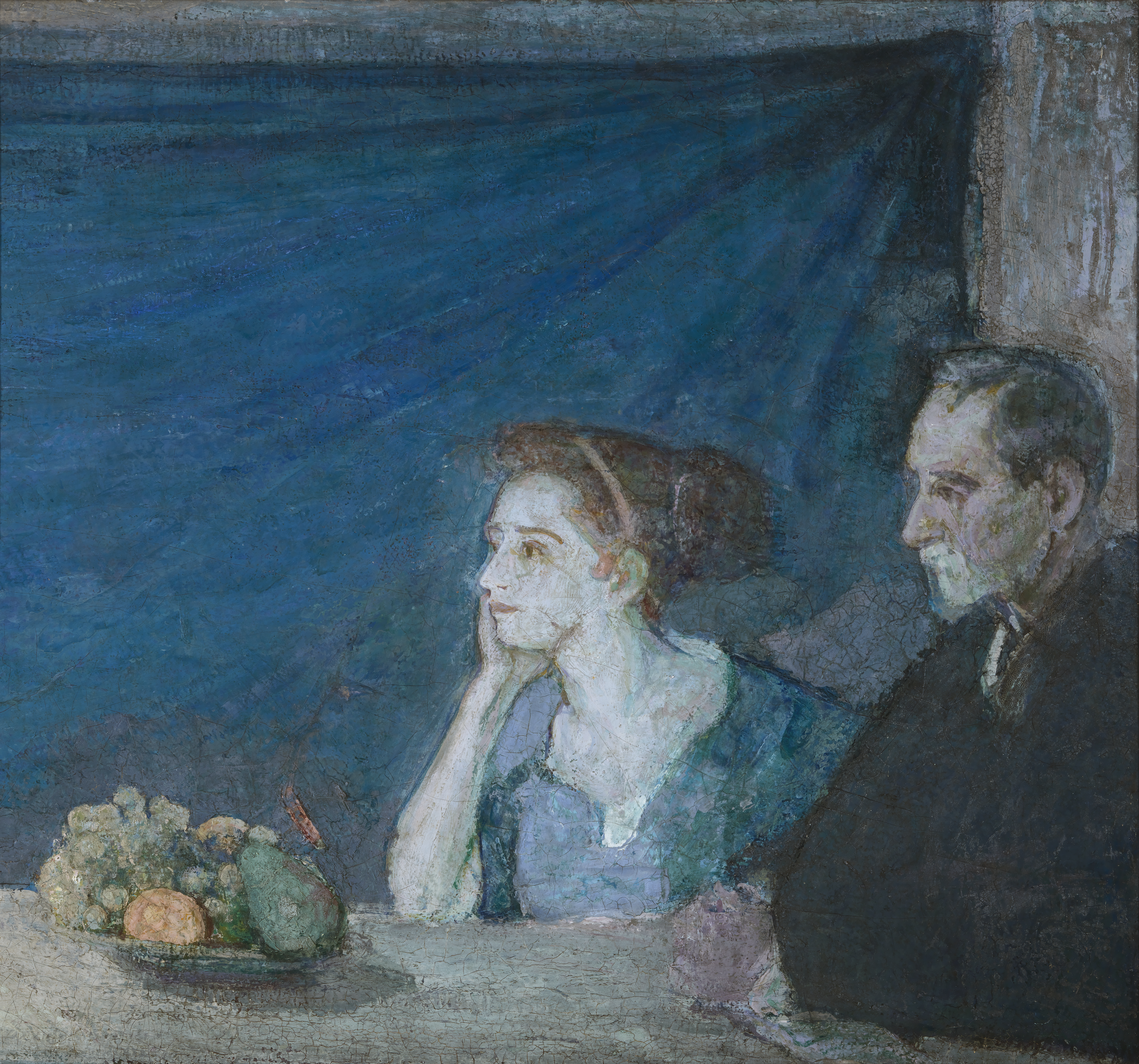
タナーが描いた、アサートン・カーティスとその妻

パリでタナーは、ジャン＝ジョセフ・バンジャマン＝コンスタン、ジャン＝ポール・ローランスなどの著名な画家たちの指導を受け、フランス画壇で名声を確立し始めた。タナーはノルマンディーのエタプル芸術家村に定住し、そこで出会った芸術家たちから芸術へのアプローチに対する影響を受けた。また、ルーヴル美術館でギュスターヴ・クールベ、ジャン・シメオン・シャルダン、ルイ・ル・ナンの作品と出会った。これらの作品は、画家の周辺の環境における一般の人々の様子を描いており、その影響がタナーの作品にも表れている。タナーの『若い木靴職人』（1895年）にはクールベの『石割人夫』（1850年）の影響が見られ、どちらの作品も徒弟制度と肉体労働をテーマにしている。
タナーは当初、海景画で海と人間との格闘を描いていたが、1895年からは主に宗教画を描くようになった。この時期、タナーは精神的な葛藤を経験していた。1896年のクリスマスにタナーが両親に宛てた手紙には、「私は彼（神）にもっと忠実に仕える決心をした」と書かれている。その過渡的な作品として、波に翻弄される漁船を描いた作品があり、スミソニアン・アメリカ美術館に所蔵されている。
1896年のサロン・ド・パリで、タナーの『ライオンの穴の中のダニエル』が入選した。その年の暮れに描いた『ラザロの復活』は、翌1897年のサロンで3位となり、フランス政府に購入され、現在はオルセー美術館に所蔵されている。美術評論家で、「現代宗教美術の主要なパトロン」だったロッドマン・ワナメイカーは、『ラザロの復活』を見て、タナーに対し、旅費を全額出すので中東へ行ってみてはどうかと申し出た。ワナメイカーは、聖書の場面を描く画家は、その舞台となった環境を直接見ておくべきだと考えており、タナーはその投資に十分に値すると考えたのだった。タナーはその申し出を受け入れた。タナーは1897年の4か月間、1898年から1899年にかけての6か月間、パレスチナと北アフリカの観光ルートを周り、途中乾燥地帯ではテントを張った。
眼精疲労のため、1907年のサロンには出品しなかった。1908年のサロンには、1906年から制作を始めてこの年に完成した『賢者と愚かな乙女』を提出した。1908年にはニューヨークでの個展に集中していたことから、1909年のサロンには出品しなかった。1910年から1913年までのサロンにも出品をしていないものと見られる。タナーは1910年に、「サロンで自分の絵が隅に追いやられたのは、誰の目から見ても侮辱であり、もう二度とサロンには出展しないだろう」と発言していた。これは、アメリカ合衆国がフランスの絵画に対し高い関税をかけていることに対する報復だったとみられる。
タナーの母が亡くなり第一次世界大戦が勃発した1914年、タナーは数年ぶりにサロンに出展し、1912年に描いた『ラザロの家のキリスト』と『マリア』を提出した。

### 晩年

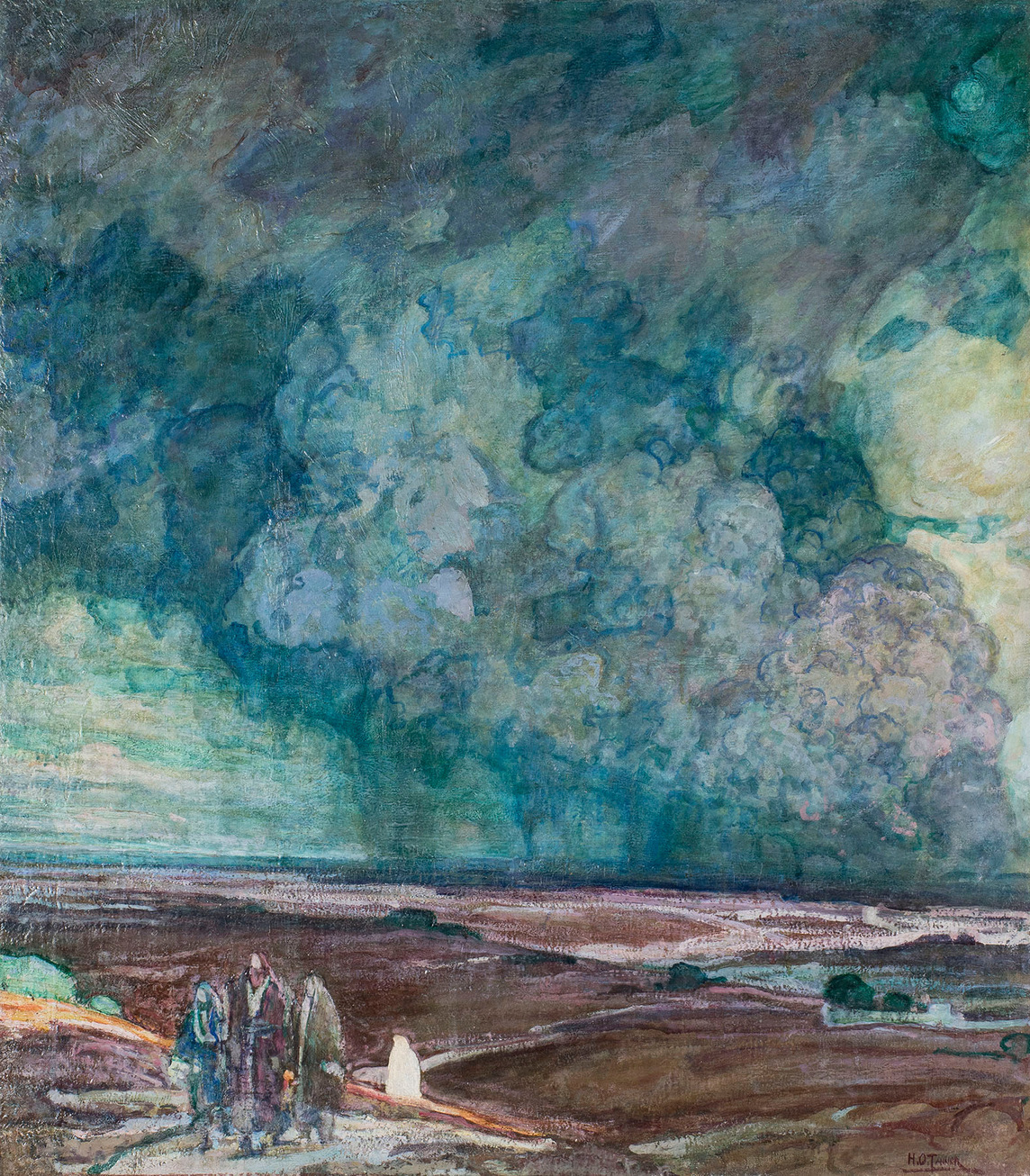
『ソドムとゴモラ』（1920年）

第一次世界大戦中、タナーは赤十字社広報部に勤務し、前線の様子を描いた。戦場のアフリカ系アメリカ人部隊を描いた作品は、当時としては珍しかった。1923年、フランス政府はタナーの芸術家としての功績を讃えてレジオンドヌール勲章シュヴァリエを授与した。
1927年頃、タナーはパリで、同じアフリカ系アメリカ人芸術家であるパルマー・ヘイデンと出会った。彼らは芸術の技法について議論し、タナーはヘイデンに、フランス社会との関わり方について助言した。タナーはまた、フランスで学んでいた他の芸術家にも影響を与えた。その中には、ヘール・ウッドラフ、ロマレ・ビアードンなどの黒人抽象主義の芸術家も含まれる。
タナーの絵画のいくつかは、アトランタの美術収集家J・J・ハバティーが購入した。ハバティーはハバティー・ファーニチャーの創業者であり、ハイ美術館の設立に尽力した。タナーの『エタプルの漁師』は、ハバティーのコレクションの一つであり、現在はハイ美術館に常設展示されている。
タナーは、1937年5月25日にパリの自宅で亡くなった。遺体はパリ郊外、オー＝ド＝セーヌ県ソーのソー墓地に埋葬されている。

## 私生活

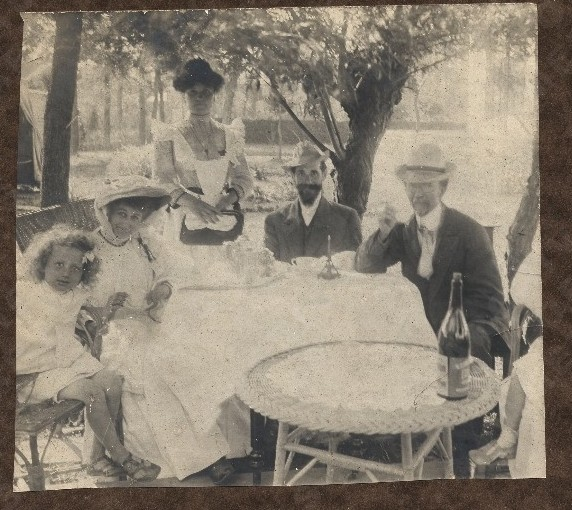
フランスの自宅におけるタナー一家。写真の裏にある手書きのメモには、座っている人物はジェシー・タナー、タナー夫人、マイロン・G・バーロウ、ヘンリー・オサワ・タナーと記されている。

タナーは1899年にスウェーデン系アメリカ人のオペラ歌手、ジェシー・オルソン(Jessie Olsson)と結婚した。同時代の画家であるヴァージニア・ウォーカー・コースは2人の関係について、才能の面では対等だが、人種的な観点からは釣り合わないと述べている。
ファン、ポートランドのオルソン嬢について聞いたことがあるか? 彼女は美しい声を持っていると私は思うし、彼女はそれを磨くためにパリに来たのだと思う。そして彼女は黒ん坊のアーティスト(darkey artist)と結婚した。彼は素晴らしい才能を持った男だが、黒人だ。彼女は教養があって本当に素敵な女性のようだが、教養のある女性があんな男と結婚するのを見ると気分が悪くなる。彼の作品は知らないが、才能はあるらしい。
妻ジェシーは、夫よりも12年早い1925年に亡くなった。タナーは1920年代を通して妻の死を深く悲しんだ。妻の死後、タナーは一家で住んでいたレ・シャルムの家を売却した。妻ジェシーの遺体は、ソー墓地の夫の隣に埋葬されている。
2人の間にはジェシー(Jesse)という息子がおり、タナーの死去の時点で存命だった。

## 絵画のスタイル

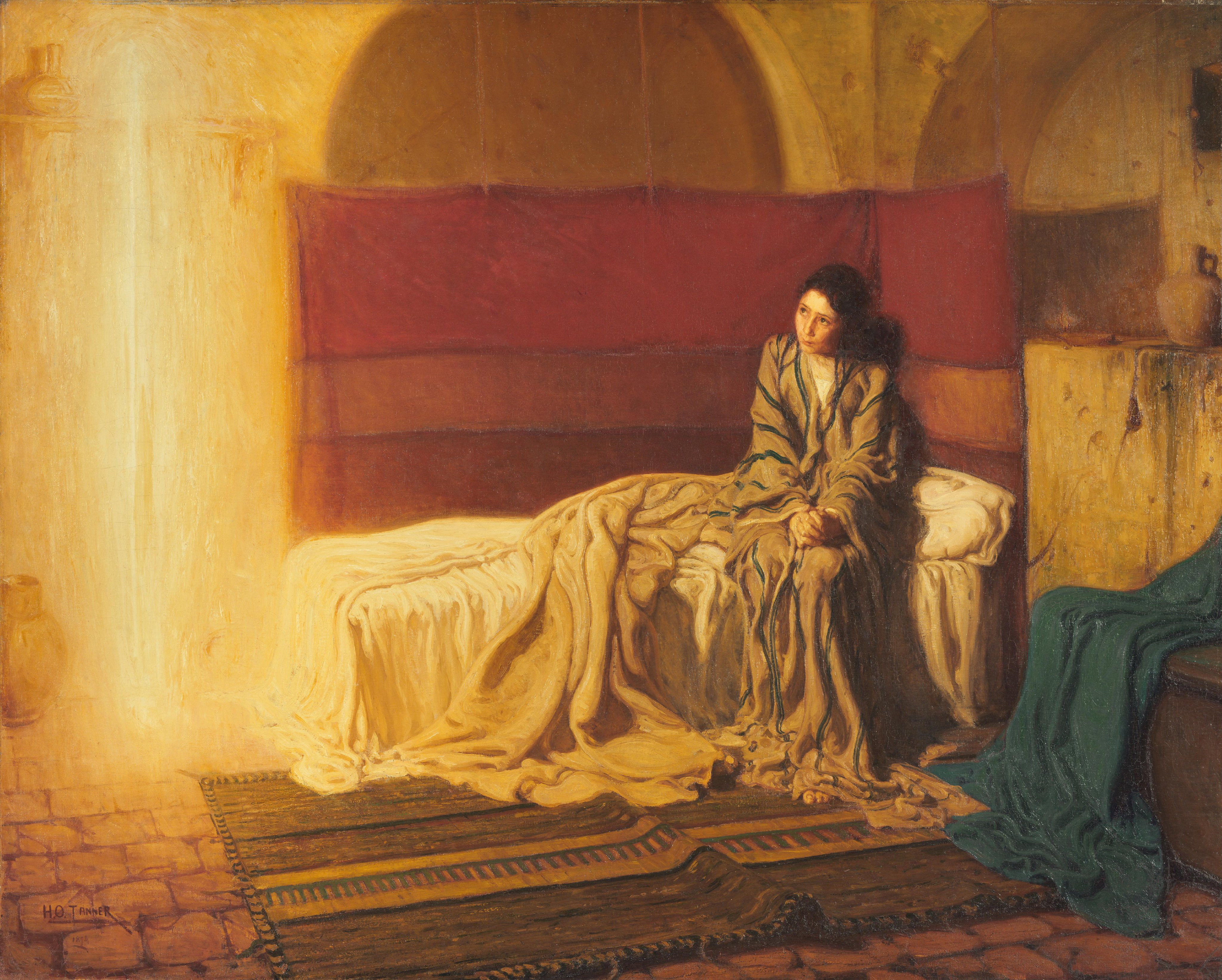
『受胎告知』（1898年、フィラデルフィア美術館所蔵）

タナーは、エイキンズの作品を思わせるような写実主義のスタイルで、風景画、宗教画および日常生活の場面を描いた。『バンジョーのレッスン』などはアフリカ系アメリカ人の日常生活を描いたものだが、その後は宗教画を描くようになった。これは、聖職者だった父の影響と考えられる。
タナーは、絵画やデッサンにおいて特定のアプローチに制限されることはなかった。タナーの作品には、細部にまで最新の注意が払われた描写と、自由で表現力豊かな筆遣いが反映されているものとがあり、多くの場合、両方の手法が同時に用いられている。タナーは、絵画における色彩の効果にも興味を持っていた。『ラザロの復活』（1896年）や『受胎告知』（1898年）のような暖色系の構成は、宗教的な瞬間の激しさと熱意、神と人間との間の超越性の高揚感を表現したものである。『三人のマリア』（1910年）、『タンジェの門』（1912年）、『凱旋門』（1919年）など、1890年代半ば以降の作品では、「タナー・ブルー」と呼ばれる特徴的な藍色とターコイズブルーが使われ、寒色系の色調が強調されるようになった。『善き羊飼い』（1903年）や『聖女の帰還』（1904年）などの作品は、厳粛な宗教性と内省的な雰囲気を喚起する。
タナーは作品の中で光を用いた試みをよく行い、それに象徴的な意味合いを加えることもあった。例えば『受胎告知』（1898年）では、大天使ガブリエルが光の柱として表現され、左上隅の棚の上端と併せて十字架のように見える。

## 友人と同僚
タナーの友人や同僚には、ハーモン・アトキンス・マクニール（彫刻）、ハーマン・ダドリー・マーフィー（風景画）、ポール・ゴーギャン（総合主義）、マイロン・G・バーロウ（風俗画）、チャールズ・ホーヴェイ・ペッパー（日本式木版画）、シャルル・フィリジェ（象徴主義）、アルマン・セガン（ポスト印象派）、ヤン・ヴェルカーデ（ポスト印象派、キリスト教象徴主義）、ポール・セリュジエ（抽象芸術）、ギュスターヴ・ロワゾー（ポスト印象派）などがいた。

## 遺産

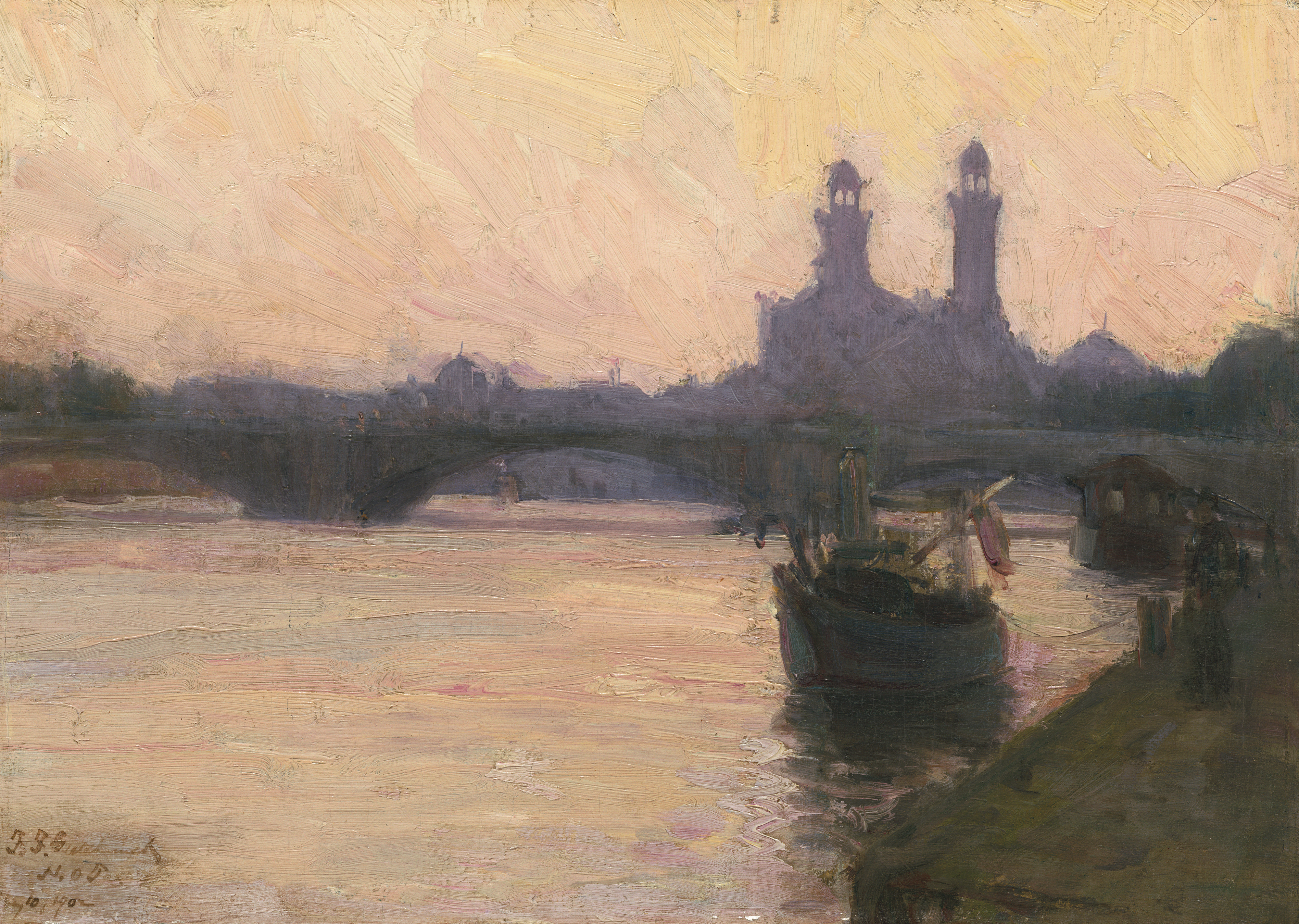
タナーの『セーヌ川』（1902年頃）。2012年にナショナル・ギャラリーのアメリカ美術ギャラリーで、アフリカ系アメリカ人画家の作品が3点展示されたうちの1点。

タナーは「史上最も偉大なアフリカ系アメリカ人画家」と呼ばれている。フランスでタナーから指導を受けたウィリアム・エドワード・スコットの作品には、タナーの技法の影響が見られる。ノーマン・ロックウェルのイラストの中には、タナーが求めたのと同じテーマや構図のものもある。例えば、ロックウェルが1922年に制作した『リテラリー・ダイジェスト』誌の表紙は、タナーの『バンジョーのレッスン』の影響を強く受けたと見られる。タナーが指導した他の主要なアーティストには、ウィリアム・A・ハーパーやヘール・ウッドラフなどがいる。
タナーの『夕暮れの砂丘、アトランティックシティ』（1885年頃）は、ホワイトハウスのグリーンルームに掲げられている。これは、アフリカ系アメリカ人アメリカ人の作品としては初めて、ホワイトハウスの常設コレクションとして購入されたものである。この作品は、ビル・クリントン政権時代にタナーの親族のセイディ・タナー・モッセル・アレクサンダーから10万ドルで購入されたもので、ホワイトハウスの常設コレクションとして購入された初のアフリカ系アメリカ人アーティストの作品である。

## 受賞

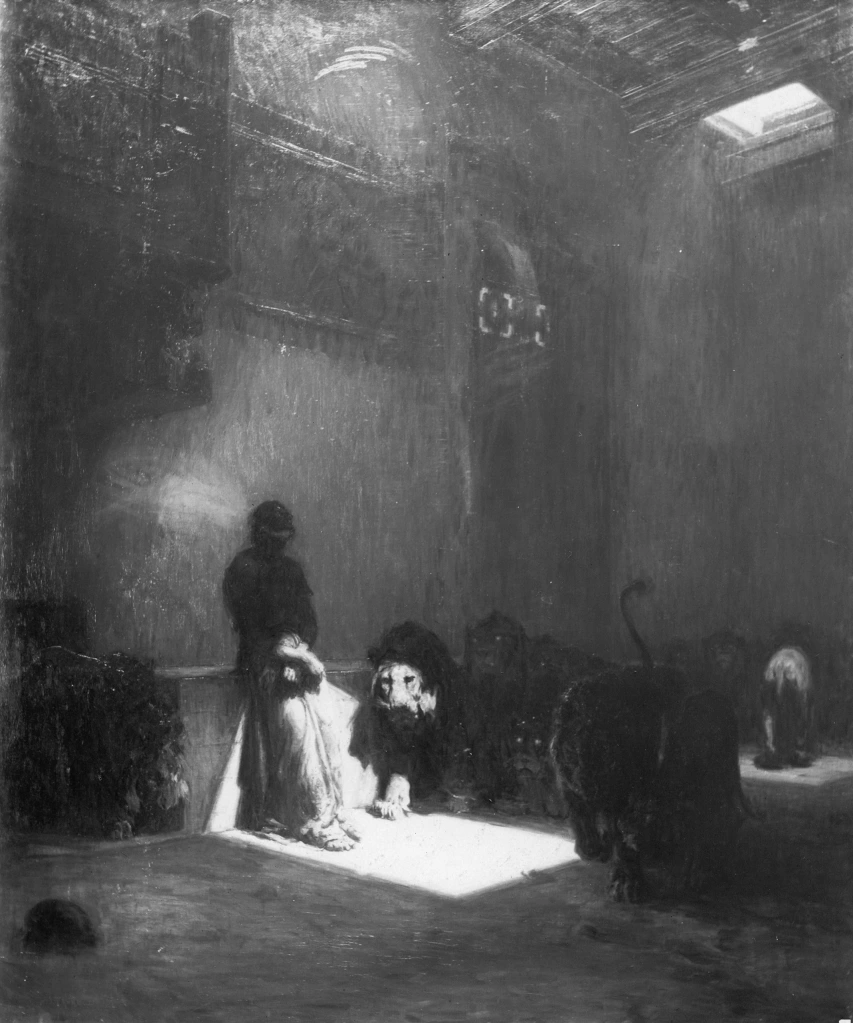
タナーの失われた作品『ライオンの穴の中のダニエル』を写した写真

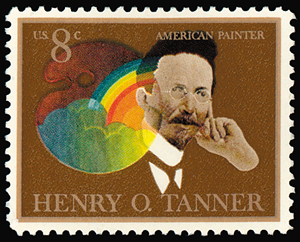
タナーが描かれた1973年のアメリカ合衆国の記念切手

- 1895年 綿花州万国博覧会（英語版）（アトランタ）: 『バグパイプのレッスン（英語版）』で銅メダル[54]
- 1896年 サロン・ド・パリ: 佳作[55] for Daniel in the Lions' Den[56]
- 1897年 サロン・ド・パリ: 第三等メダル[55] for Raising of Lazarus[57]
- 1899年 フィラデルフィア美術アカデミー: ウォルター・リッピンコット賞[55] for Christ and Nicodemus on a Rooftop[57]
- 1900年 パリ万国博覧会: 『ライオンの穴の中のダニエル』で[56]銀メダル[55][58]
- 1901年 パン・アメリカン博覧会（英語版）（ニューヨーク州バッファロー）: 『ライオンの穴の中のダニエル』で[56]銀メダル[55][58]
- 1904年 セントルイス万国博覧会: 『ライオンの穴の中のダニエル』で[56]銀メダル[55][58]
- 1906年 サロン・ド・パリ: 『エマオの弟子たち』で第二等メダル[56]
- 1906年 シカゴ美術館: 『墓の前の二人の弟子』でノーマン・ウェイト・ハリス銀メダル[55][59][57]
- 1915年 サンフランシスコ万国博覧会: 『ラザロの家にいるキリスト』[56]で金メダル[55][58]
- 1922年: レジオンドヌール勲章シュヴァリエ[55]（第一次世界大戦中の赤十字の一員としての功績に対して）[60]
- 1927年 全米美術クラブ（ニューヨーク）: 『エジプトへの逃亡（門にて）』で銅メダル[56]
- 1930年 グランド・セントラル・アート・ギャラリー（ニューヨーク）: 『エタプルの漁師』ウォルター・L・クラーク賞[57][56]

## 主な作品

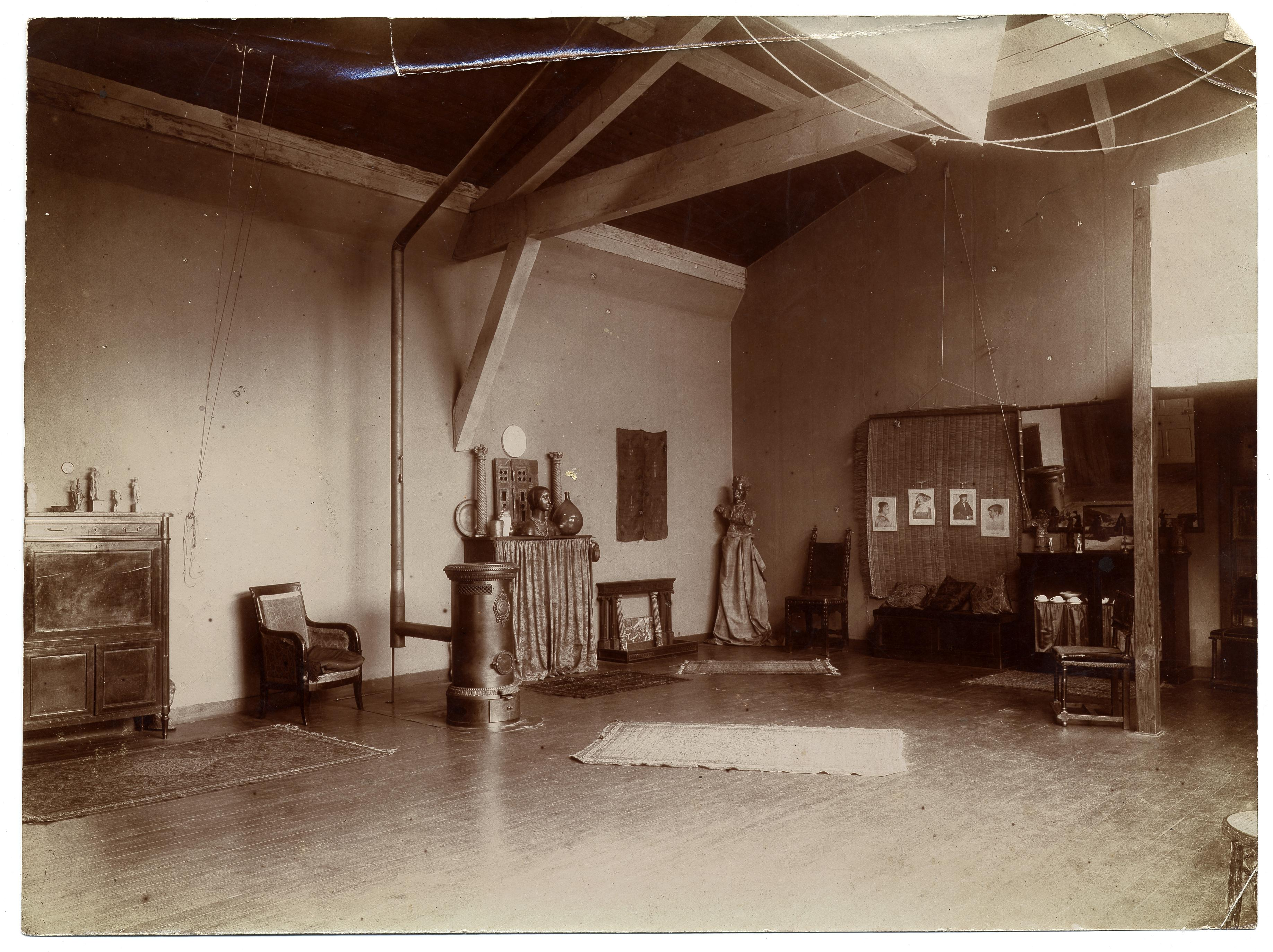
タナーのアトリエ

- Seascape-Jetty (c. 1876–78)
- Pomp at the Zoo (1880). Private Collection
- Joachim Leaving the Temple (c. 1882–1888). ボルチモア美術館（英語版）
- Boy and Sheep Lying under a Tree (1881). 個人蔵（フィラデルフィア美術館で展示）
- Sand Dunes at Sunset, Atlantic City (1886). セイディ・タナー・モッセル・アレクサンダー（英語版）からホワイトハウスが購入
- バグパイプのレッスン（英語版） The Bagpipe Lesson (1893). ハンプトン大学美術館
- バンジョーのレッスン（英語版） The Banjo Lesson (1893). ハンプトン大学美術館
- The Thankful Poor (1894). Art Bridges[61]
- 若い木靴職人（英語版） The Young Sabot Maker (1895). ネルソン・アトキンス美術館
- ライオンの穴の中のダニエル Daniel in the Lions' Den (1895). ロサンゼルス・カウンティ美術館
- ラザロの復活（英語版） The Resurrection of Lazarus (1896). オルセー美術館
- Bishop Benjamin Tucker Tanner (1897). ボルチモア美術館
- 砂漠のライオン（英語版） Lions in the Desert (c. 1897–1900). スミソニアン・アメリカ美術館（英語版）
- 受胎告知（英語版） The Annunciation (1898). フィラデルフィア美術館
- Moonlight Landscape (1898–1900). Muscarelle Museum of Art, Williamsburg, VA.[62]

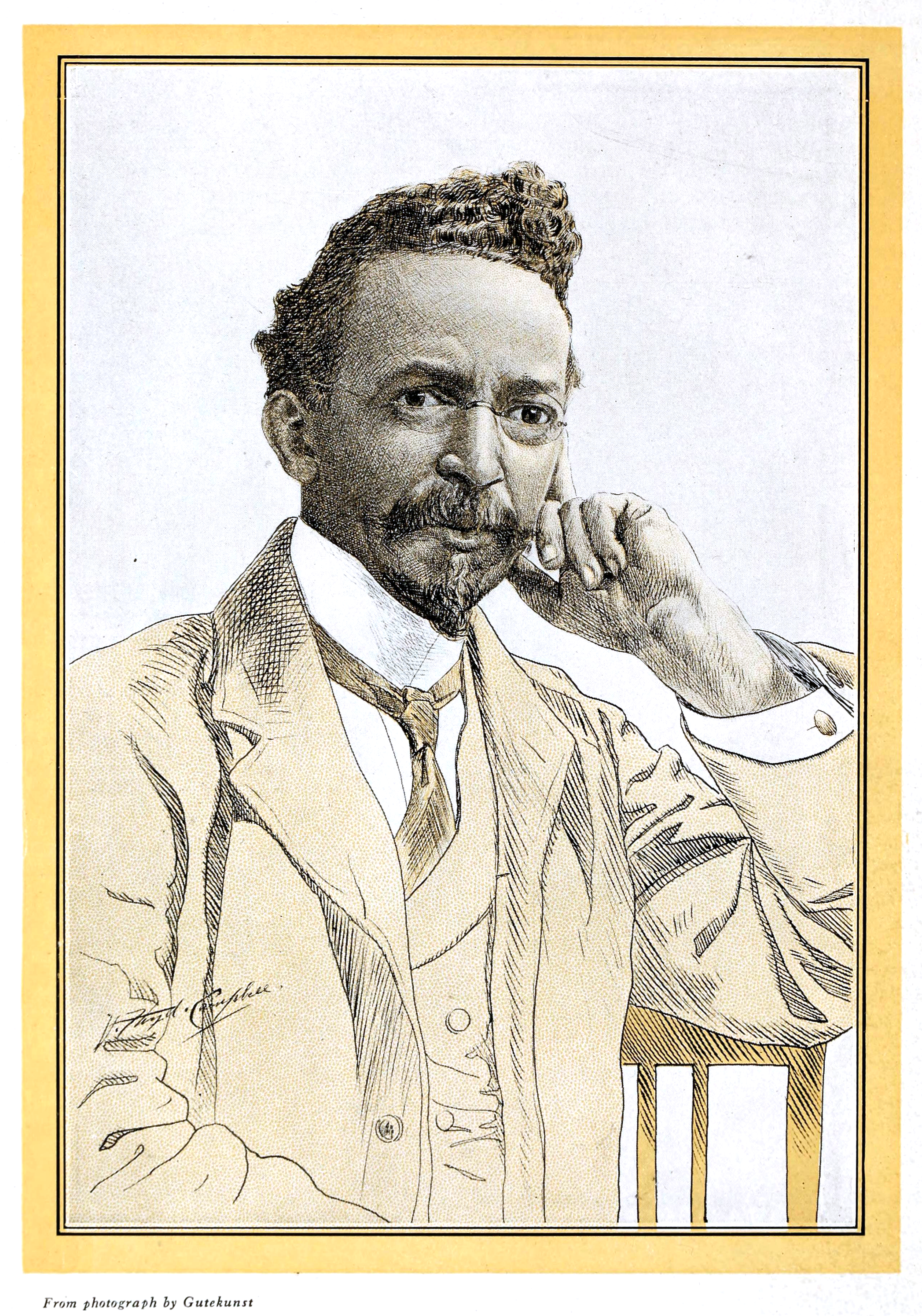
V・フロイド・キャンベルによるタナーの肖像画

- 善き羊飼い (1903). Jane Voorhees Zimmerli Art Museum, Rutgers University
- 聖女の帰還 (1904). Cedar Rapids Art Gallery, Iowa
- 墓の前の二人の弟子 (1905–06). シカゴ美術館
- The Visitation (1909–10). Kalamazoo Institute of Arts
- 聖家族 (1909–10). Muskegon Museum of Art, Michigan, Hackley Picture Fund
- モロッコの風景 (about 1912). バーミンガム美術館
- タンジェの司法宮殿 (1912–13). Smithsonian American Art Museum[63]
- Scene in Cairo. マビー・ゲラー美術館（英語版）

### ギャラリー

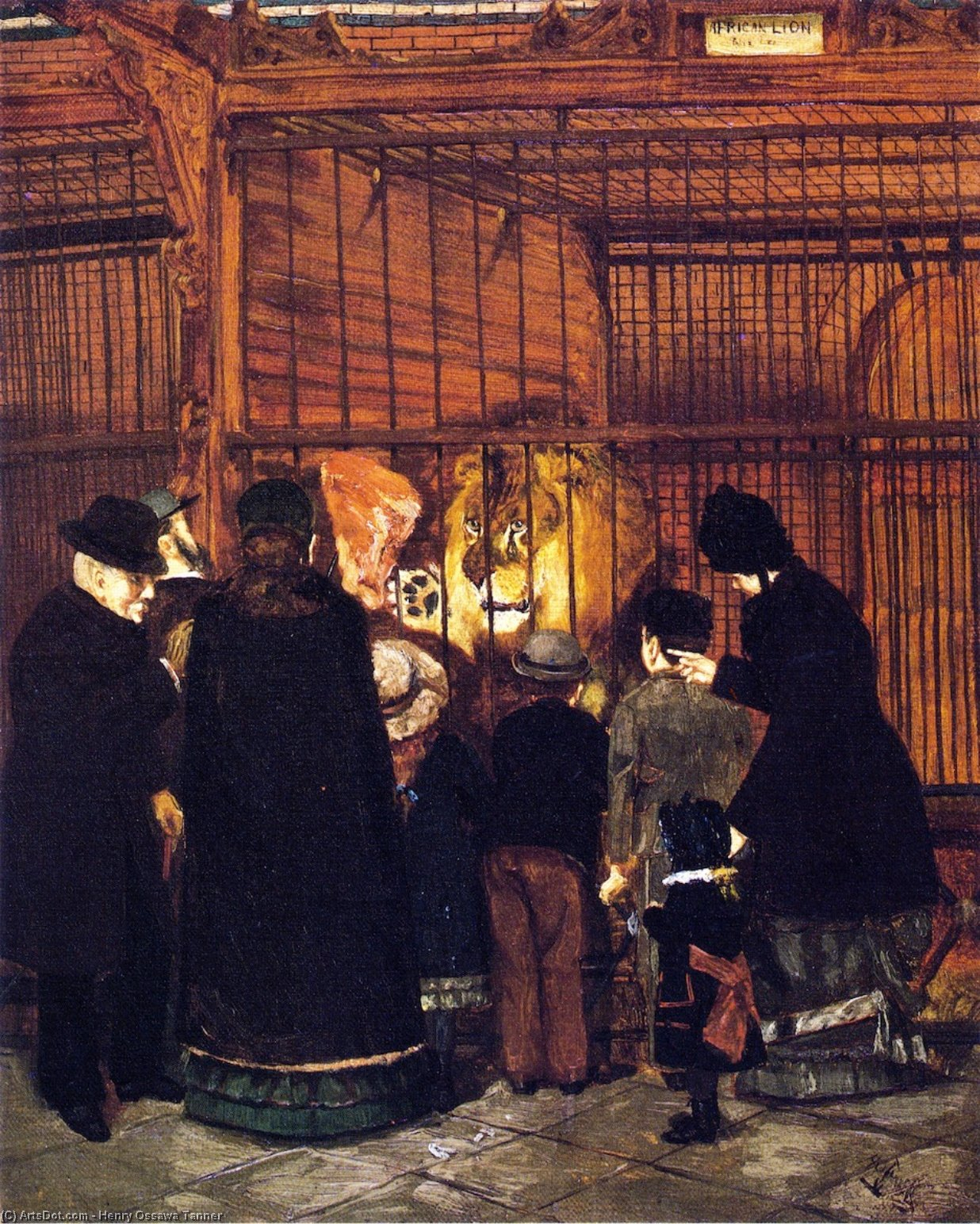
Pomp at the zoo, circa 1880
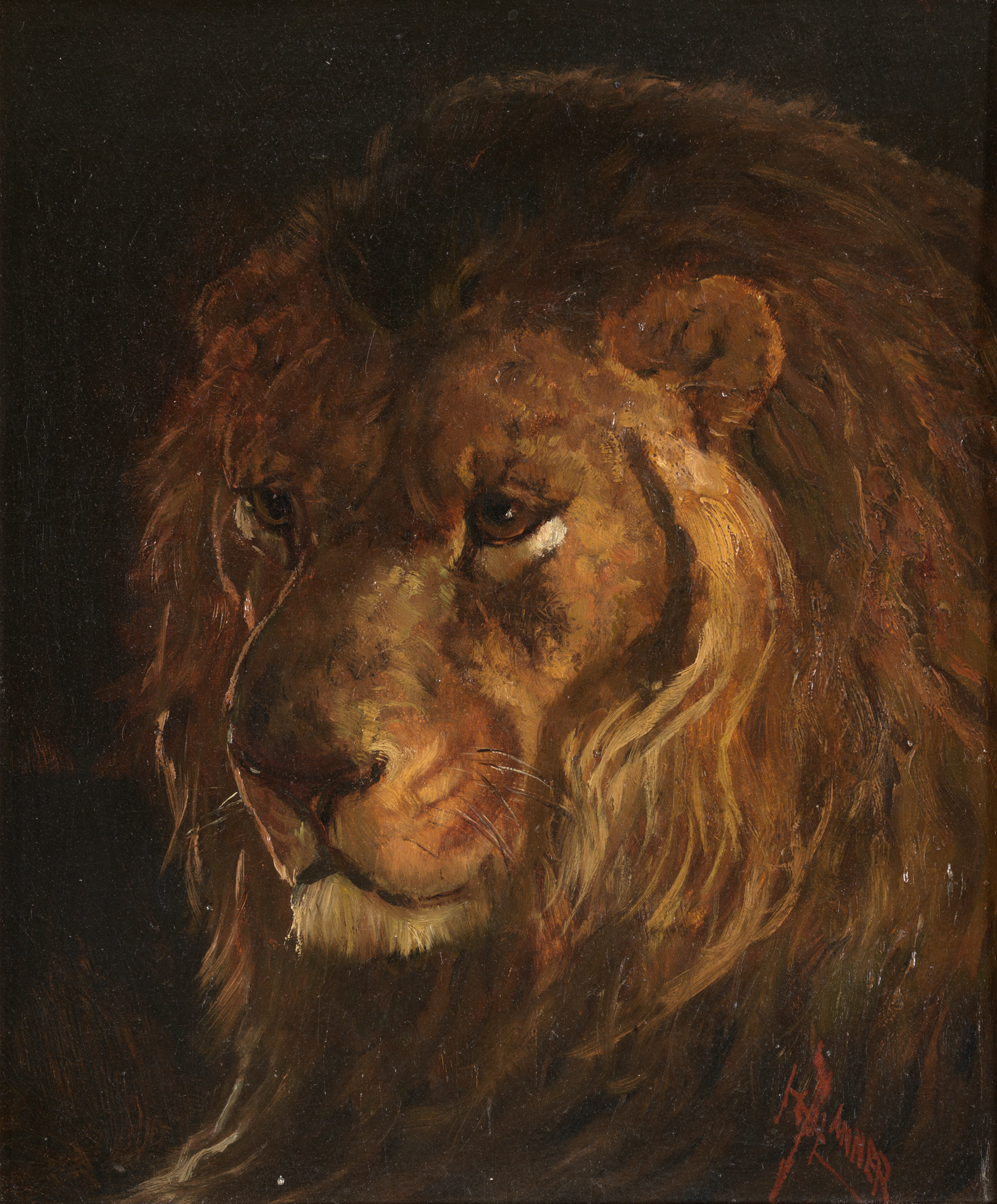
Pomp at the Philadelphia Zoo, circa 1880-1886
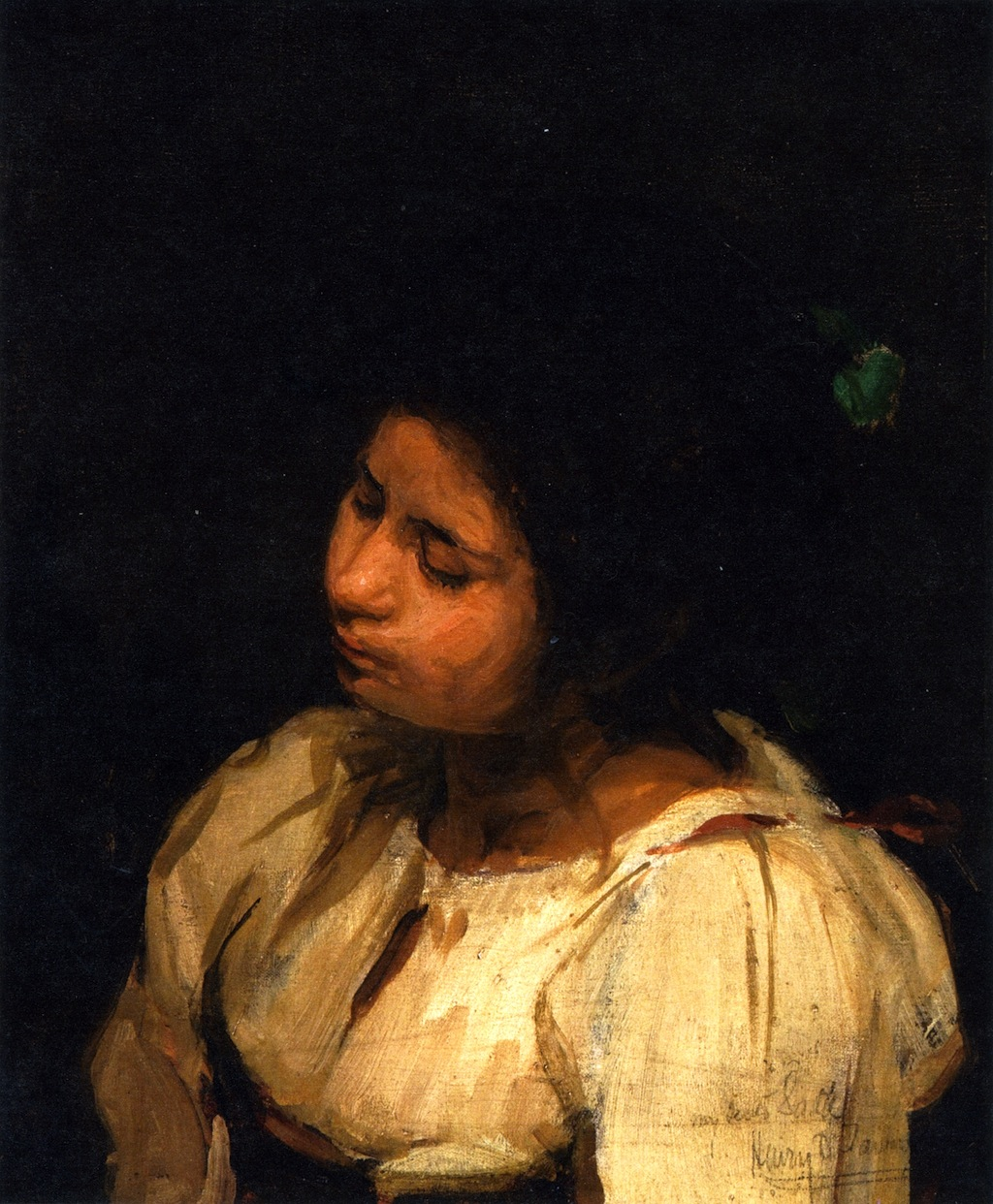
Sister Sarah, 1882.
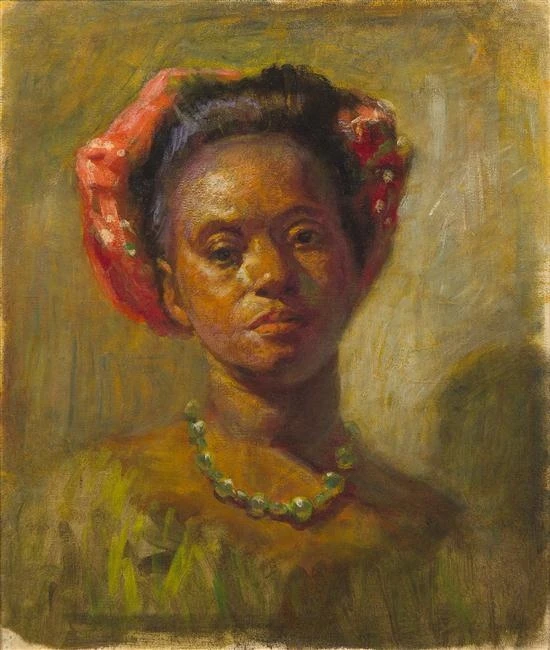
西インドから来た女性（英語版） Woman from the West Indies, 1891, Brittany, France.
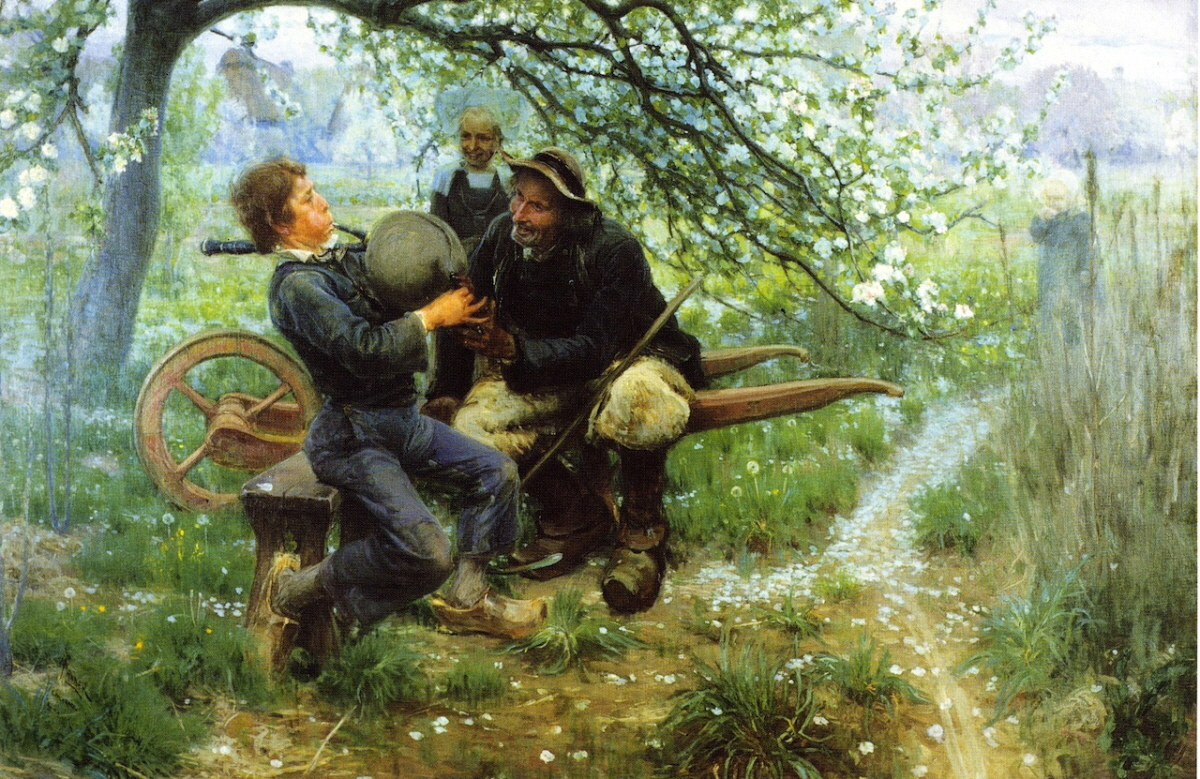
バグパイプのレッスン（英語版） The Bagpipe Lesson, 1893
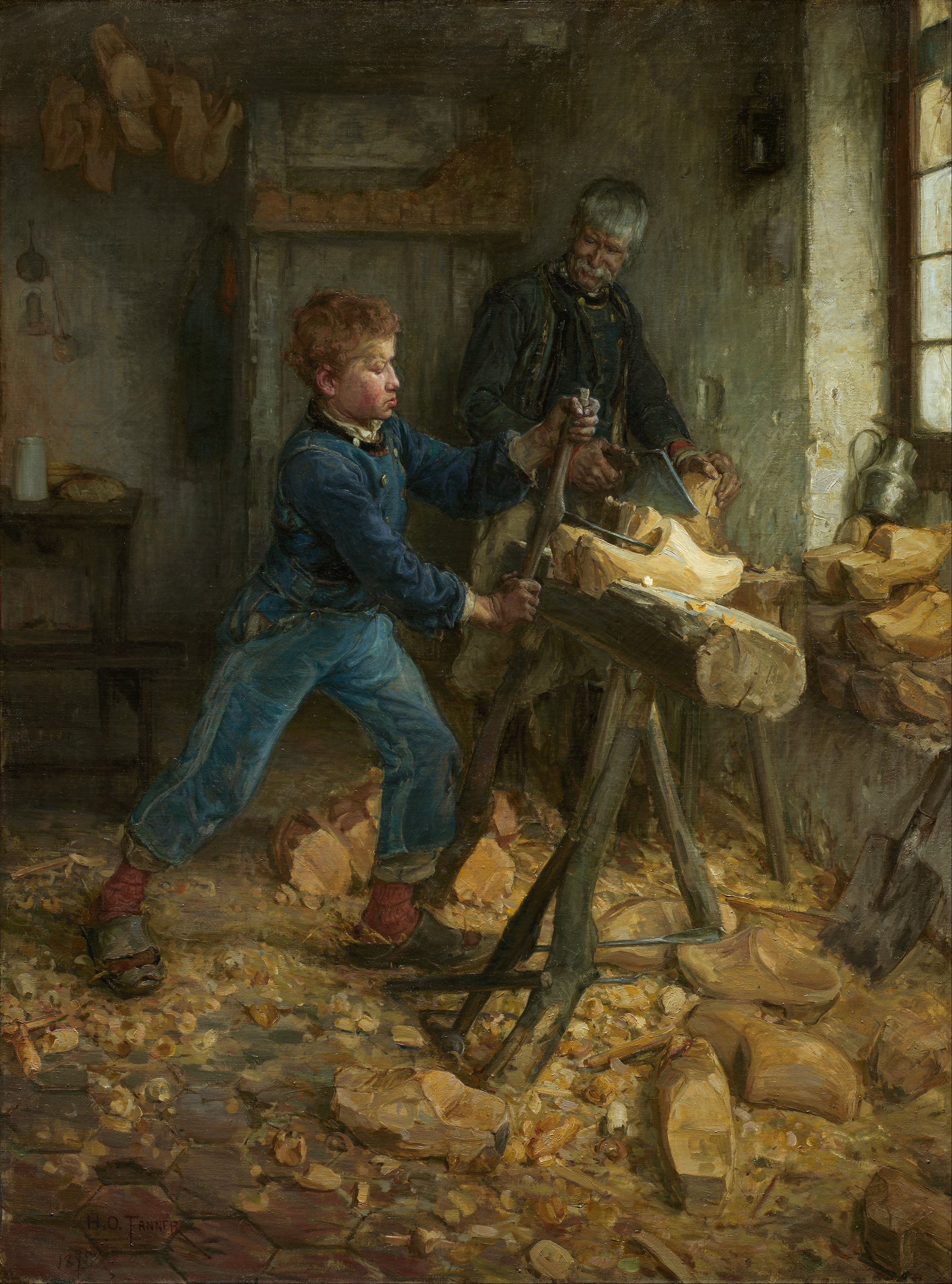
若い木靴職人（英語版） The Young Sabot Maker, 1895
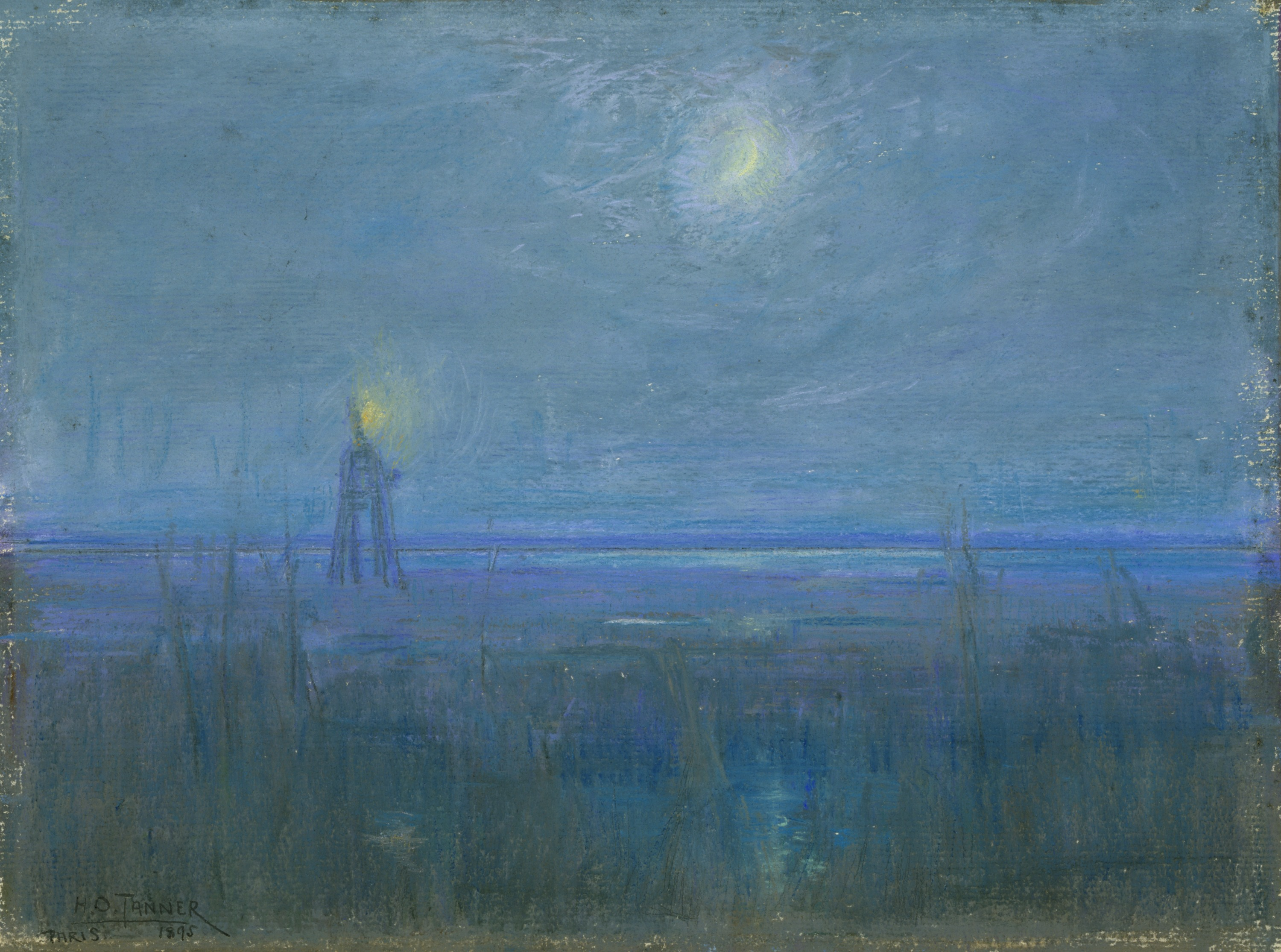
1895. Marshes in New Jersey; possibly the "pastel of New Jersey coast by moonlight" exhibited at the 1895 Salon with The Young Sabot Maker.
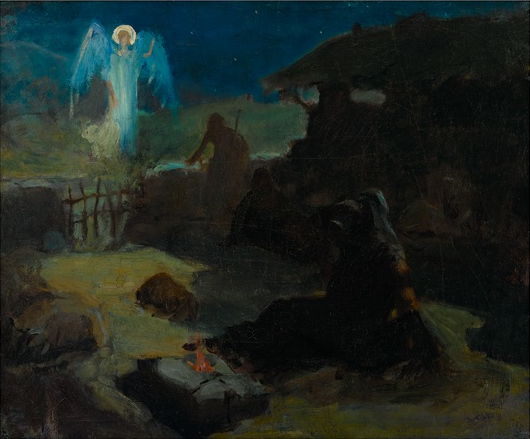
The Annunciation to the Shepherds, c. 1895
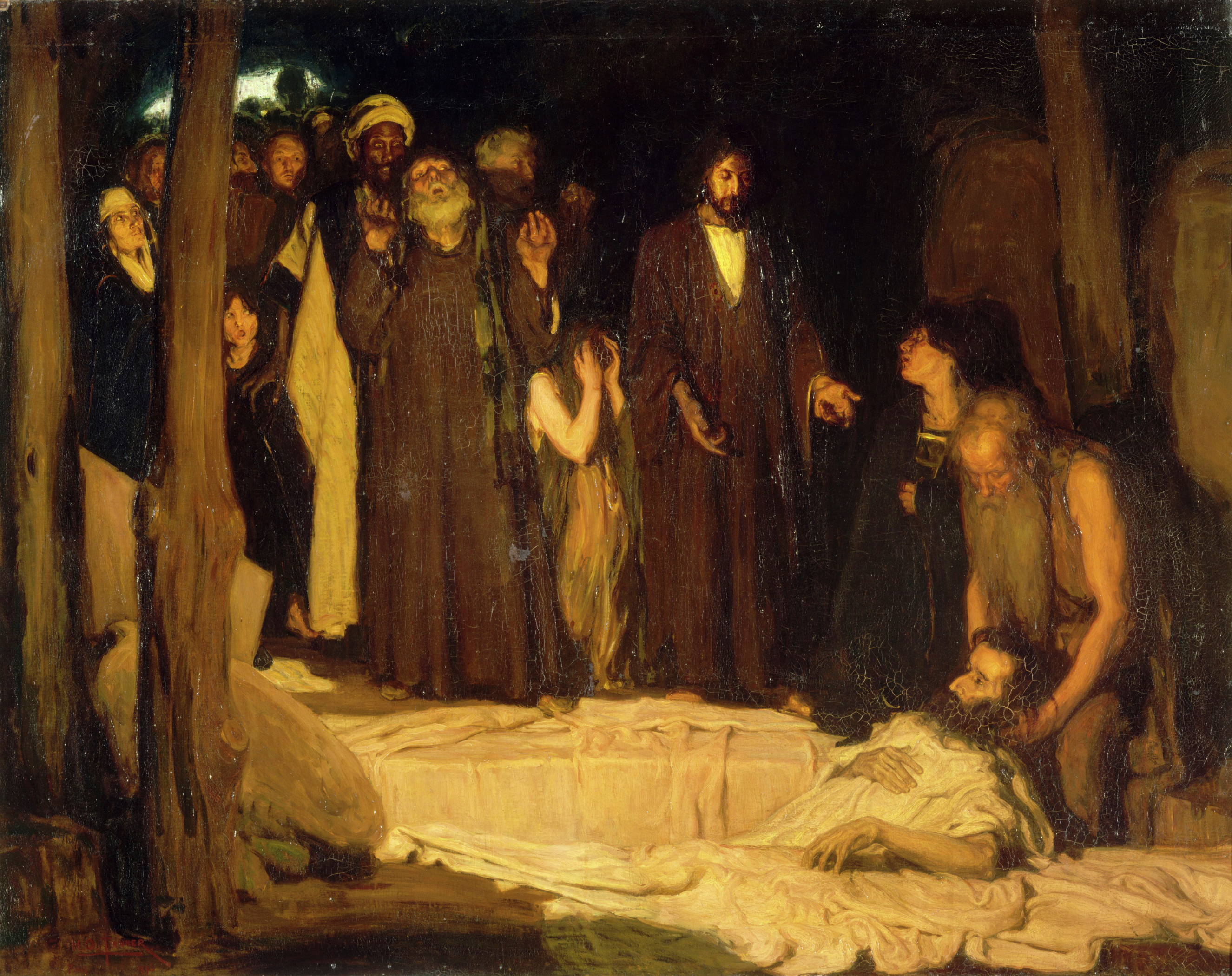
ラザロの復活（英語版） The Resurrection of Lazarus, 1896. Won medal in 1897 Paris Salon, bought by French government.
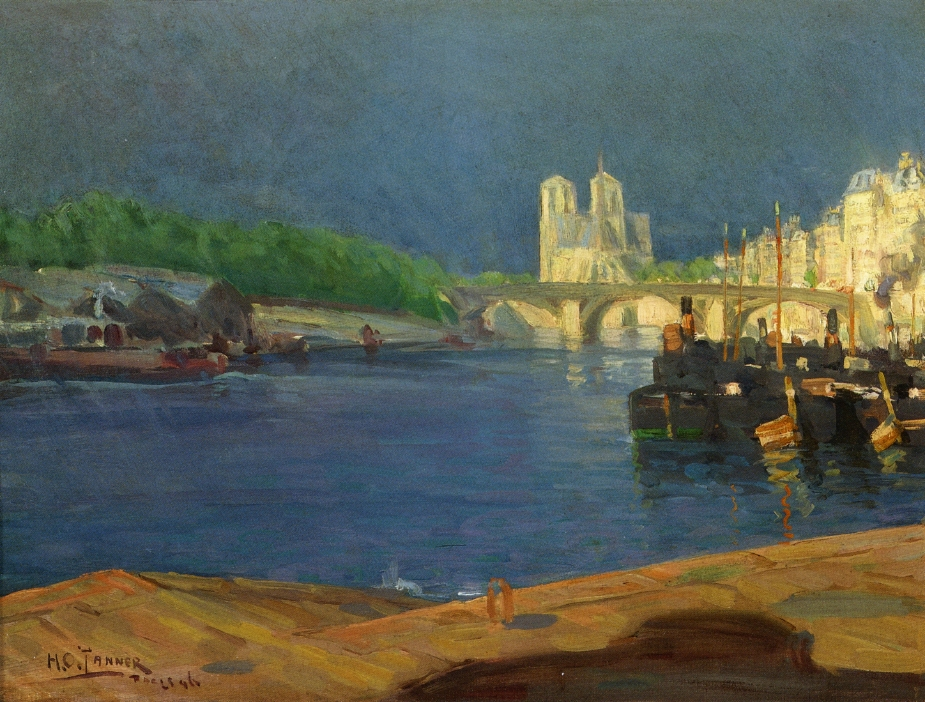
View of the Seine, looking toward Notre Dame, 1896
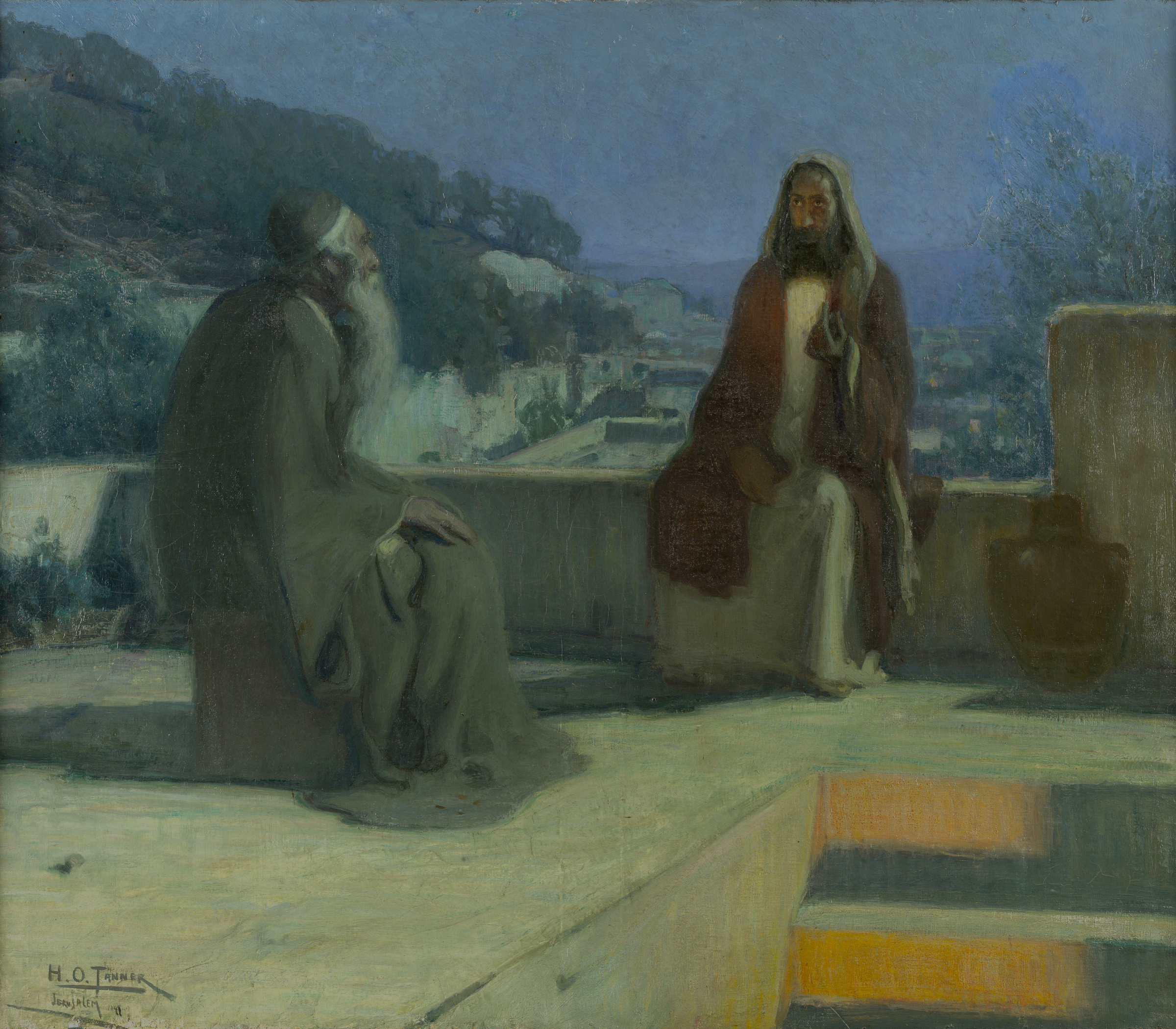
Jesus and Nicodemus, 1899. Displayed at Paris Salon and Pennsylvania Academy of Fine Arts, where it won a Walter Lippincott Prize.
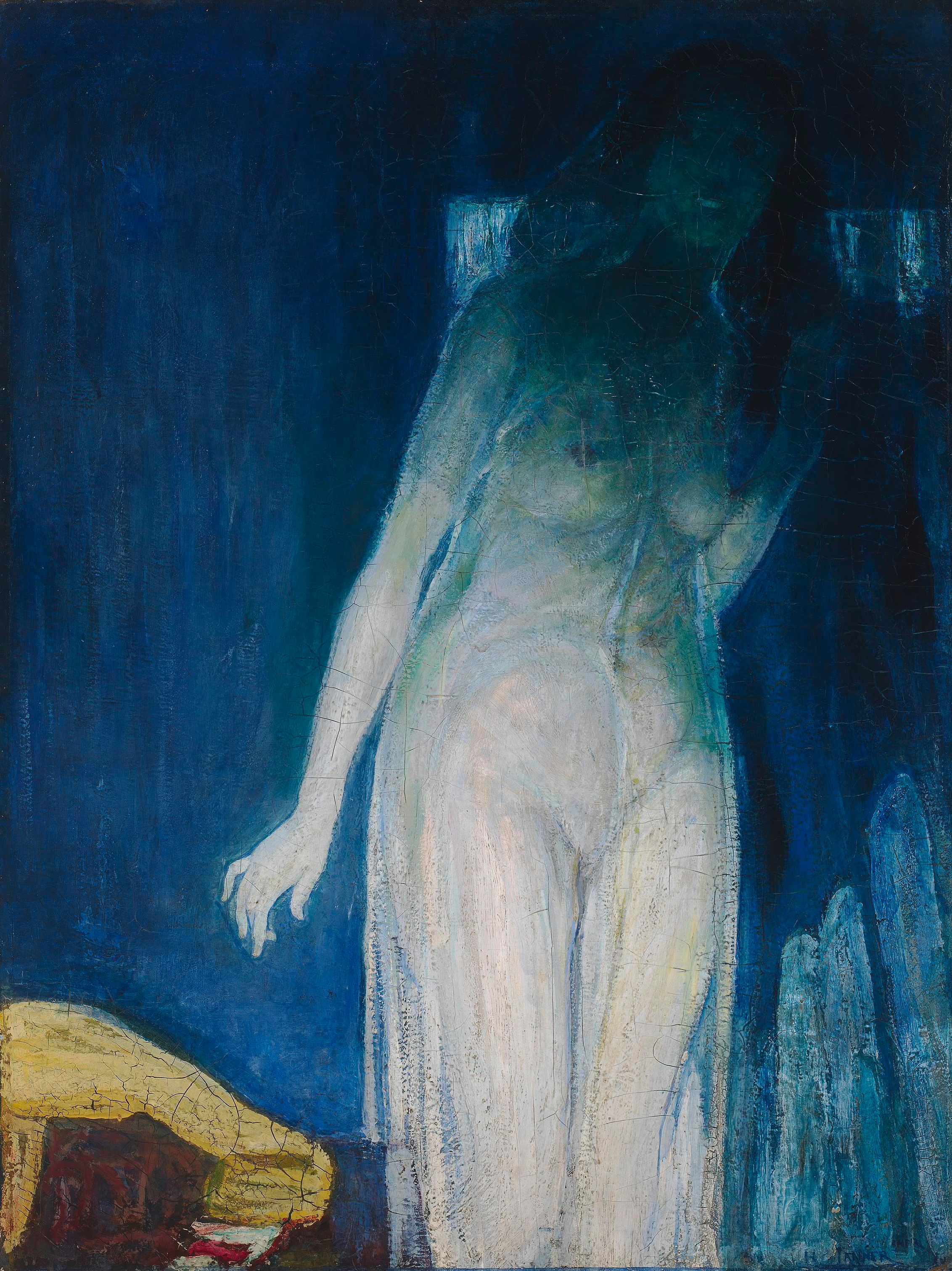
サロメ（英語版） Salome, circa 1900. サロメの足元に洗礼者ヨハネの死体が描かれている。
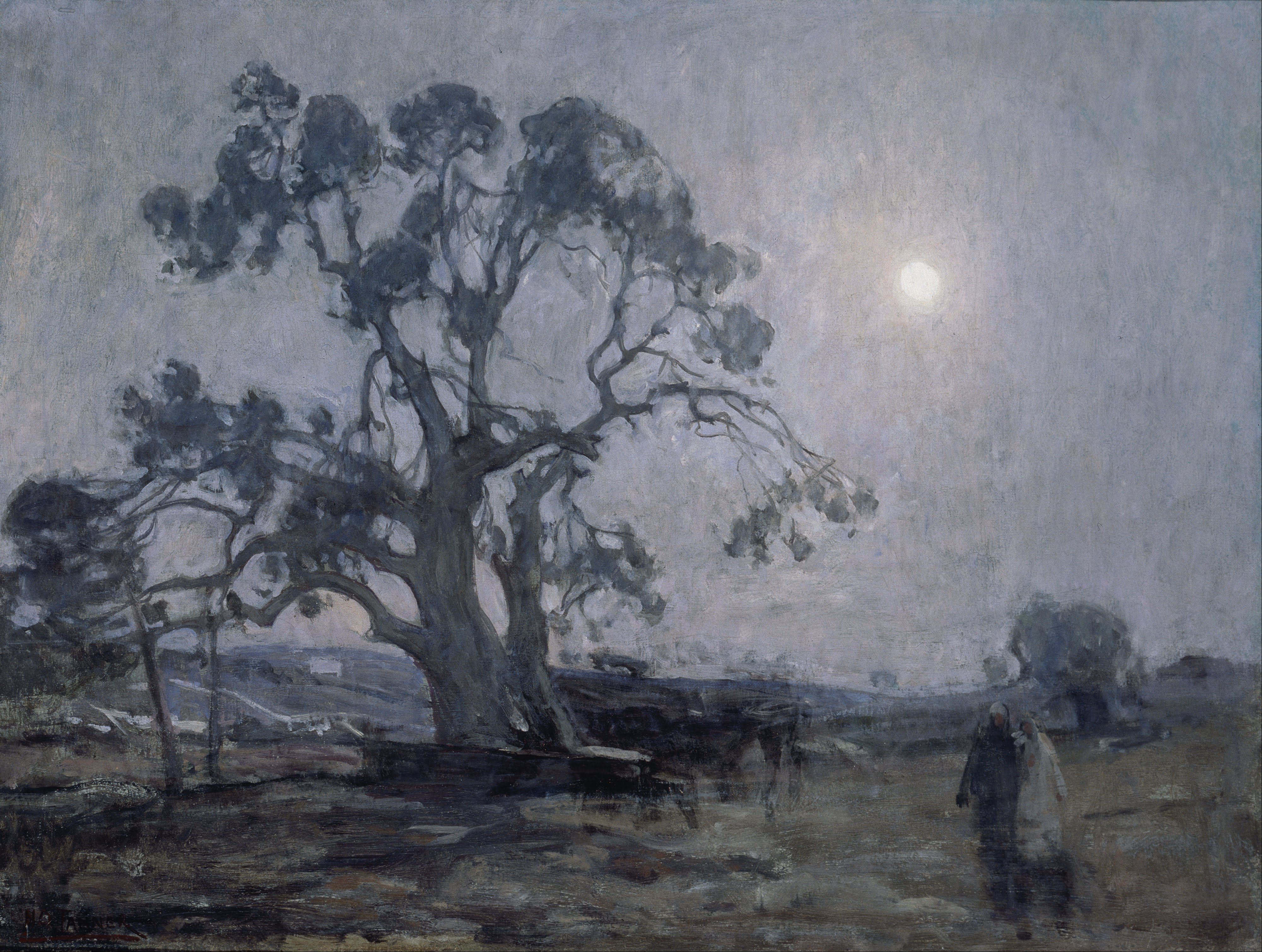
アブラハムの樫の木（英語版）Abraham's Oak, 1905. マムレの樫の木（英語版）とも呼ばれる聖書上の題材
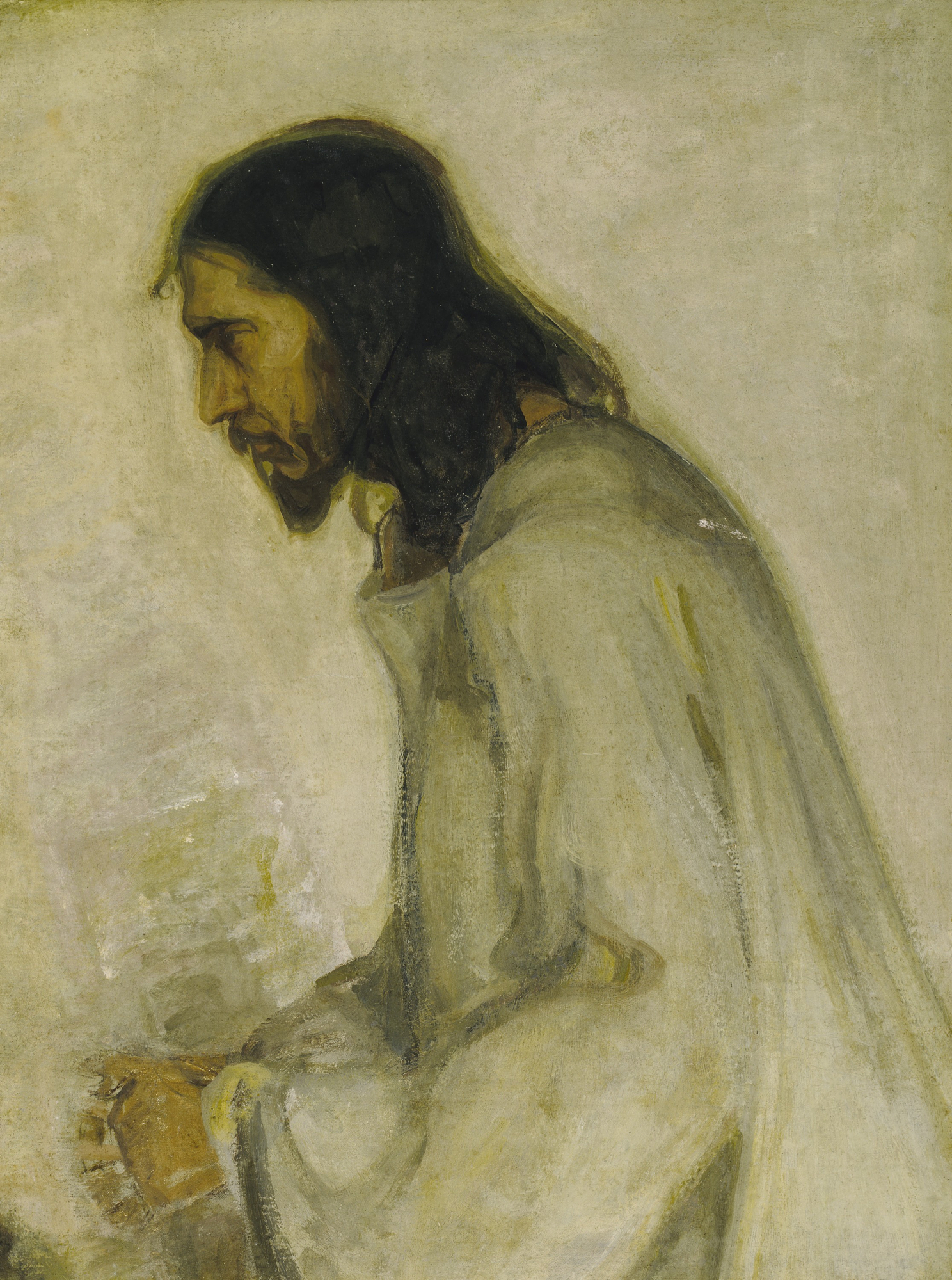
The Savior, 1900–1905
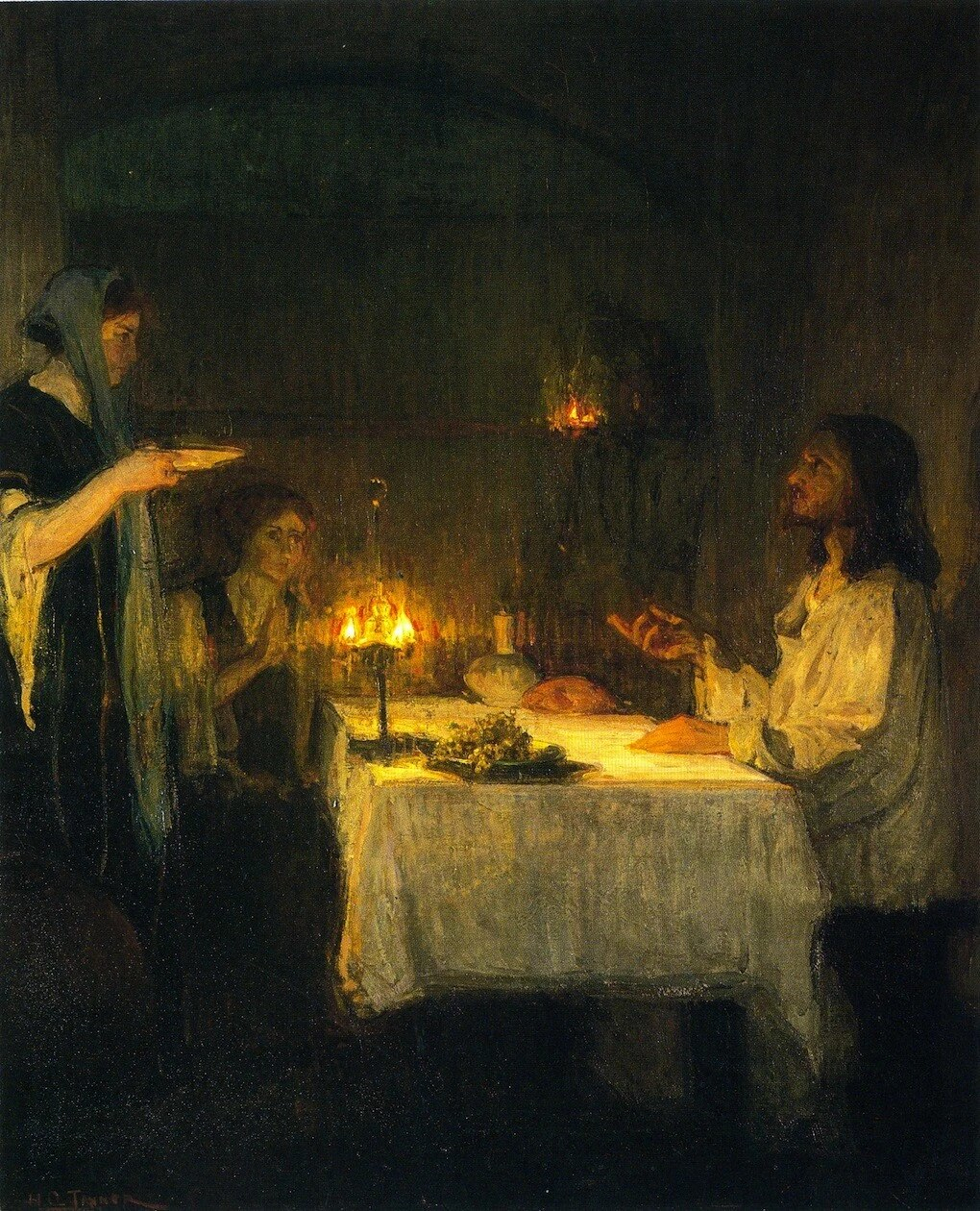
Christ in the home of Mary and Martha, 1905
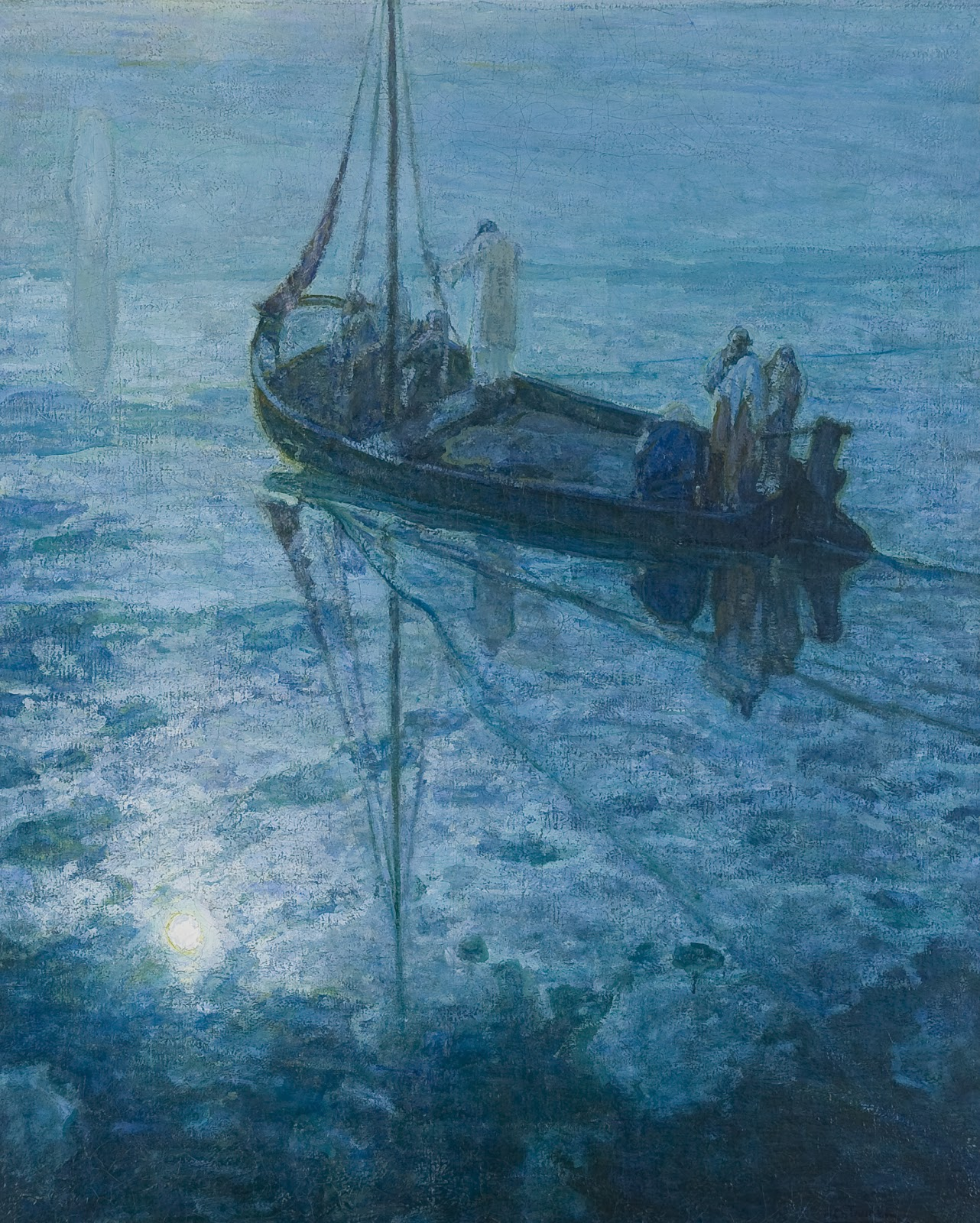
The Disciples See Christ Walking on the Water, c. 1907
Angels Appearing before the Shepherds, c. 1910
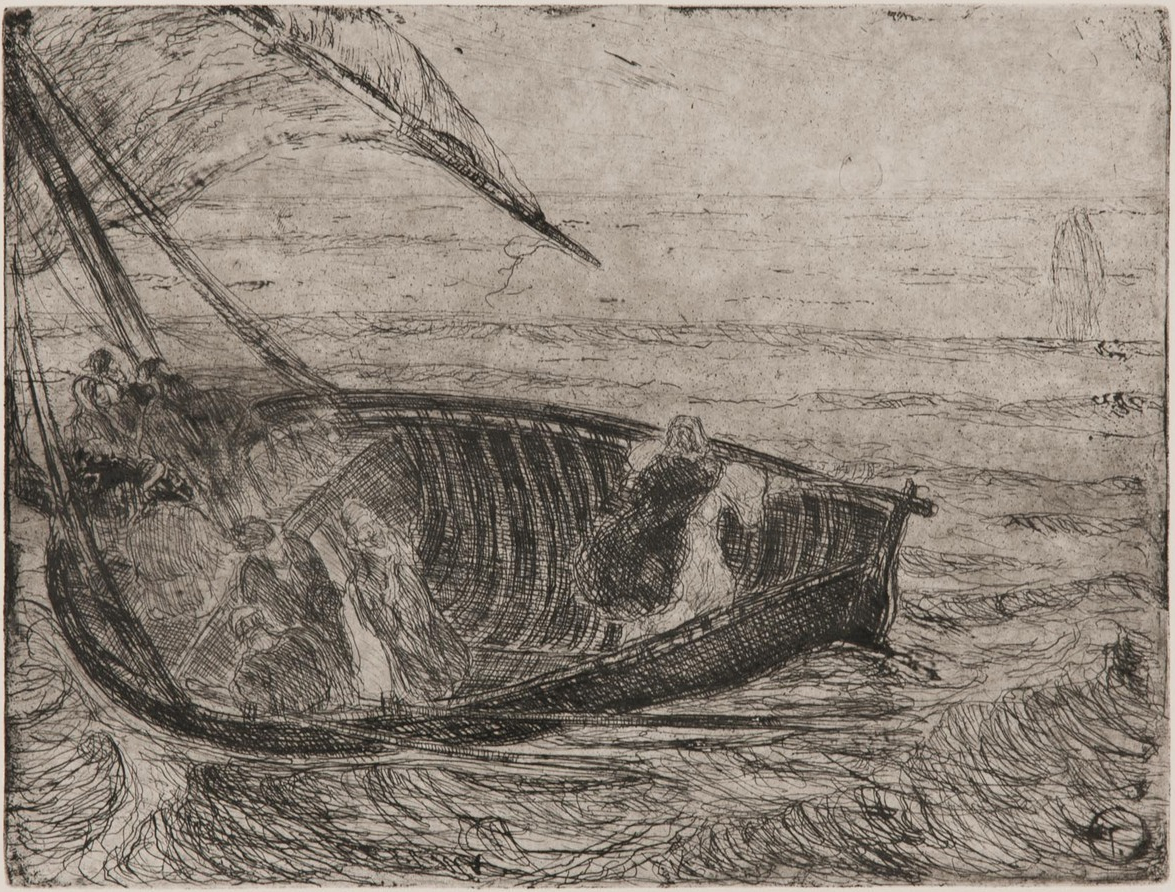
Christ walking on the water. Engraving, possibly a show catalog, 1910.
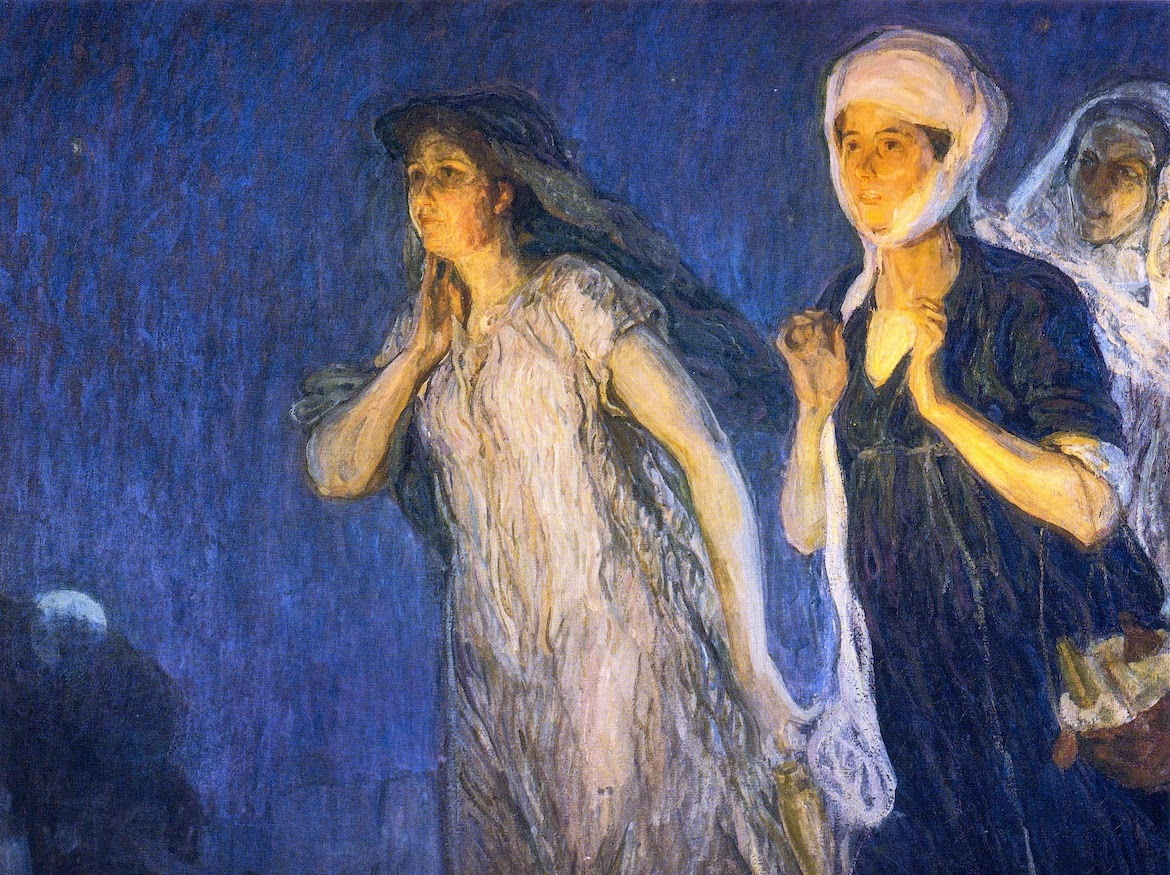
キリストの墓を訪れた三人のマリア The Three Marys (at Jesus' tomb), 1910. 1910年にサロンに出展。左からマグダラのマリア、聖母マリア、マリア・サロメ
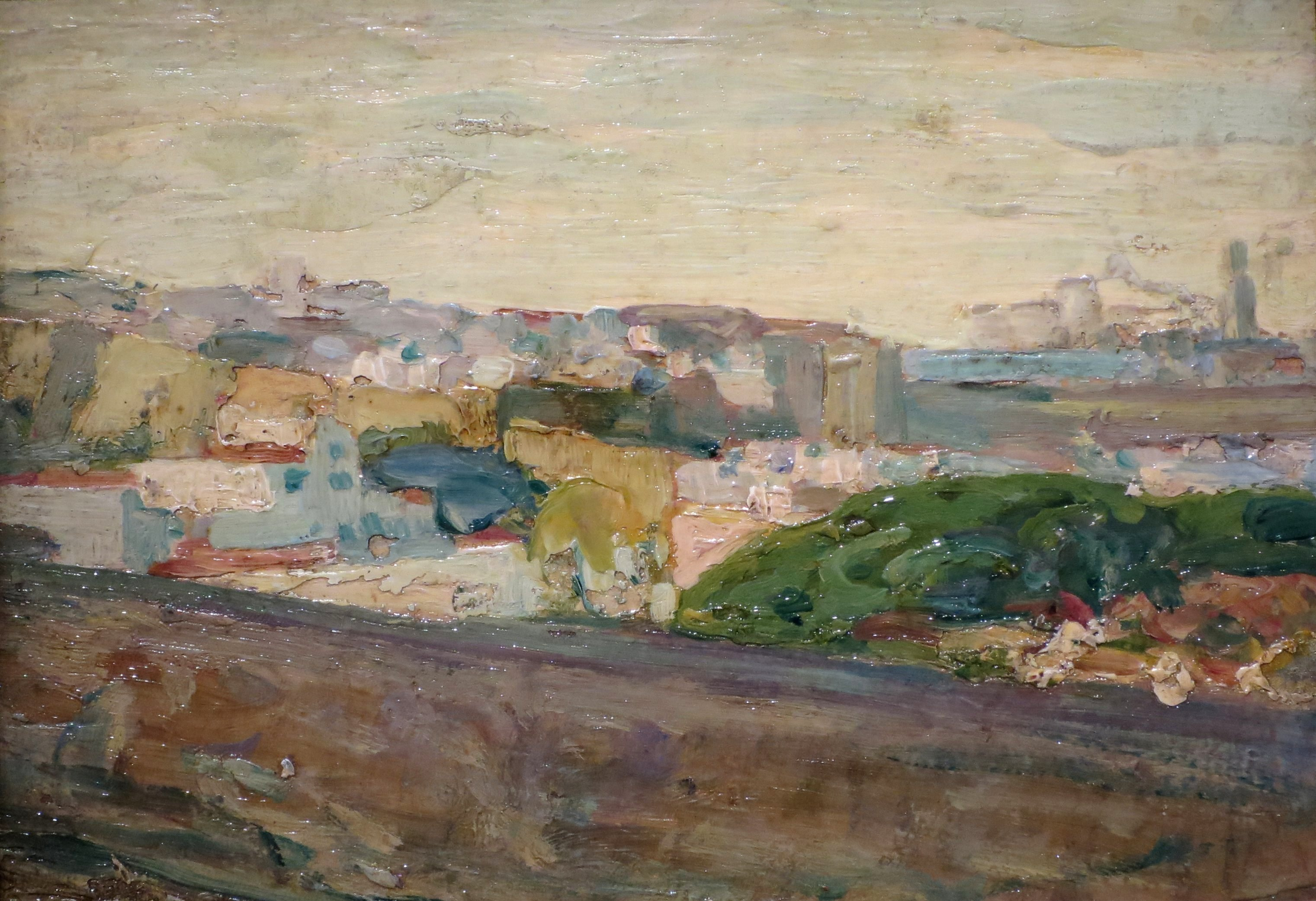
A View of Fez, c. 1912
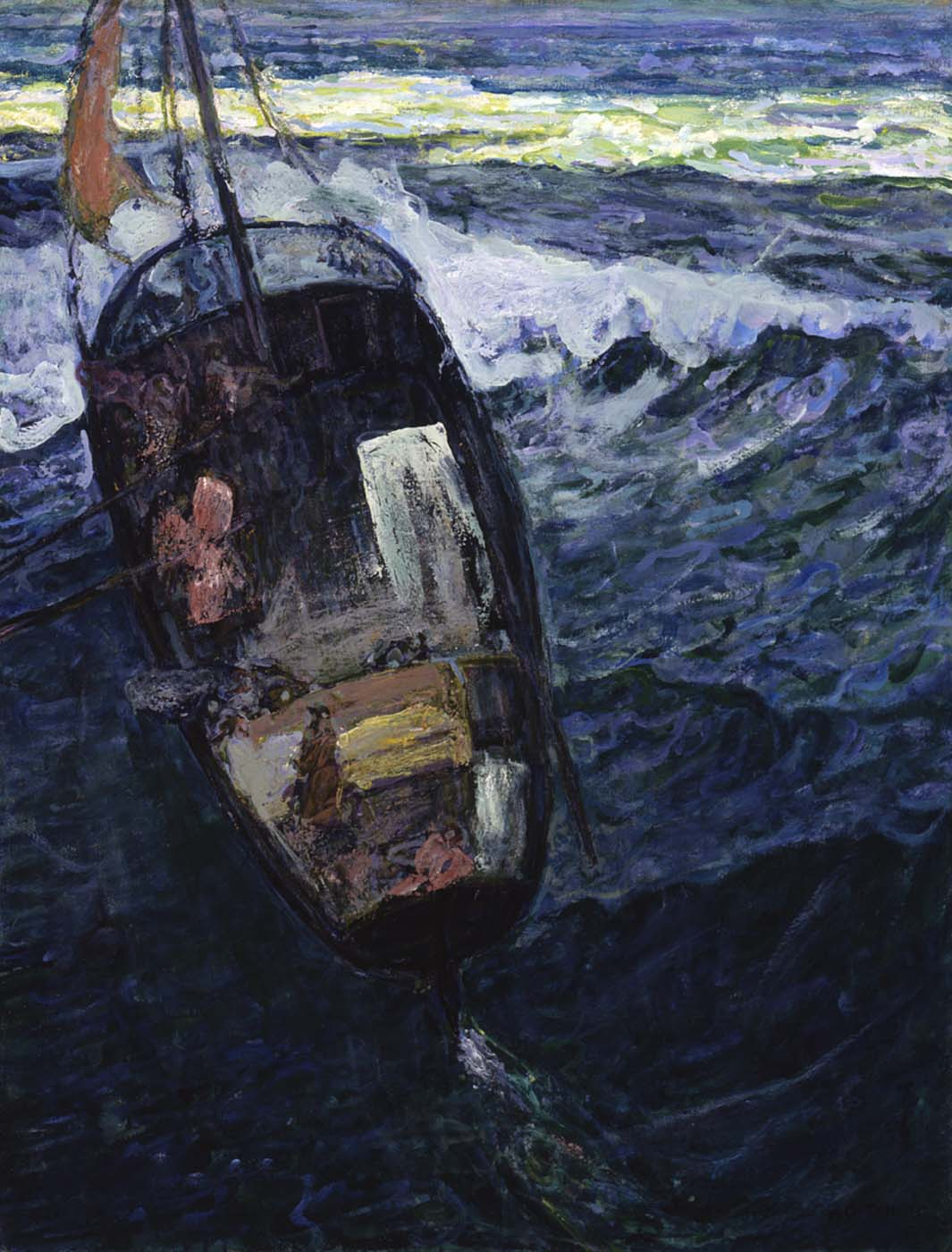
Fishermen at Sea, c. 1913
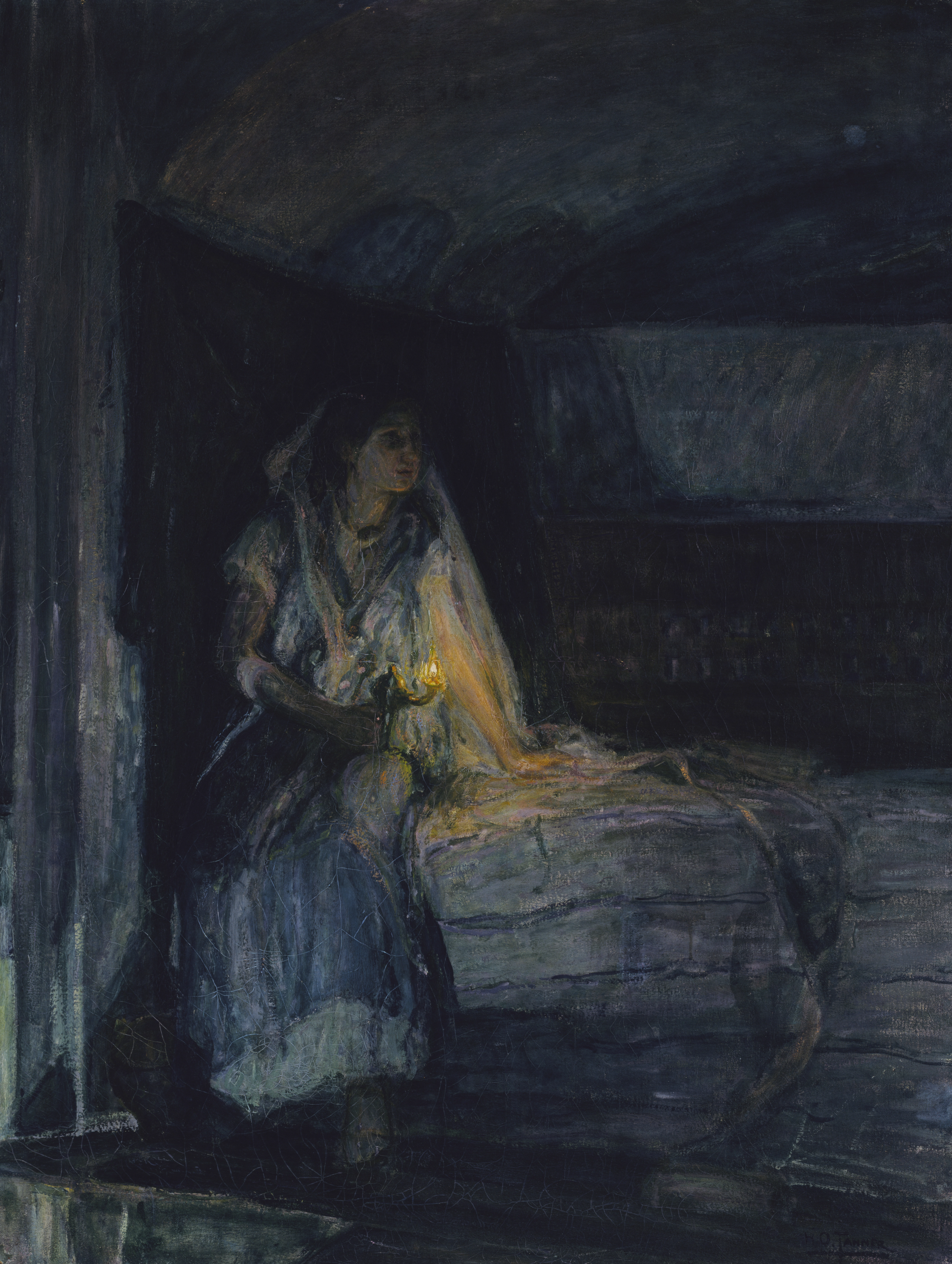
Mary, 1914
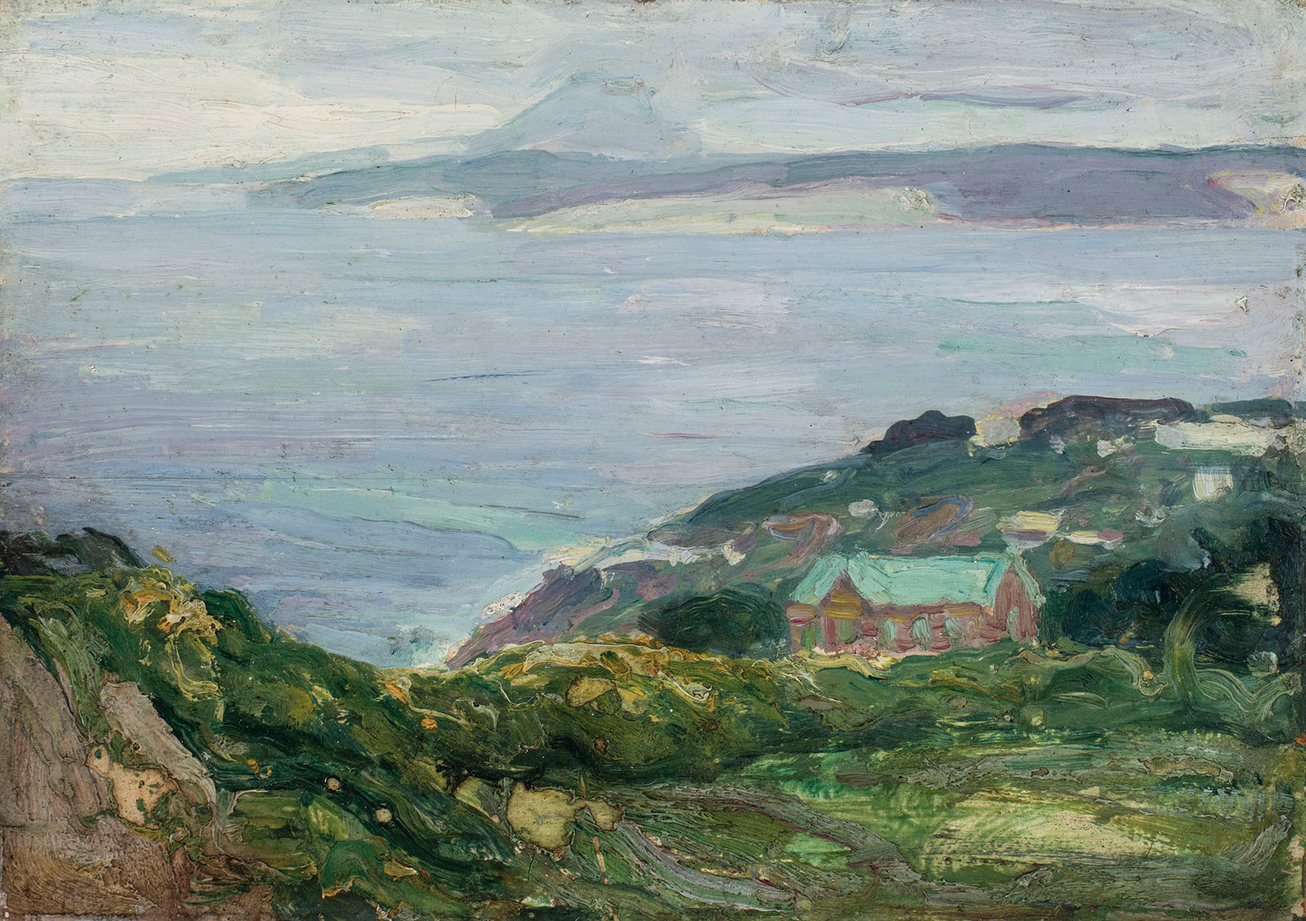
Coastal Landscape, France, 1919
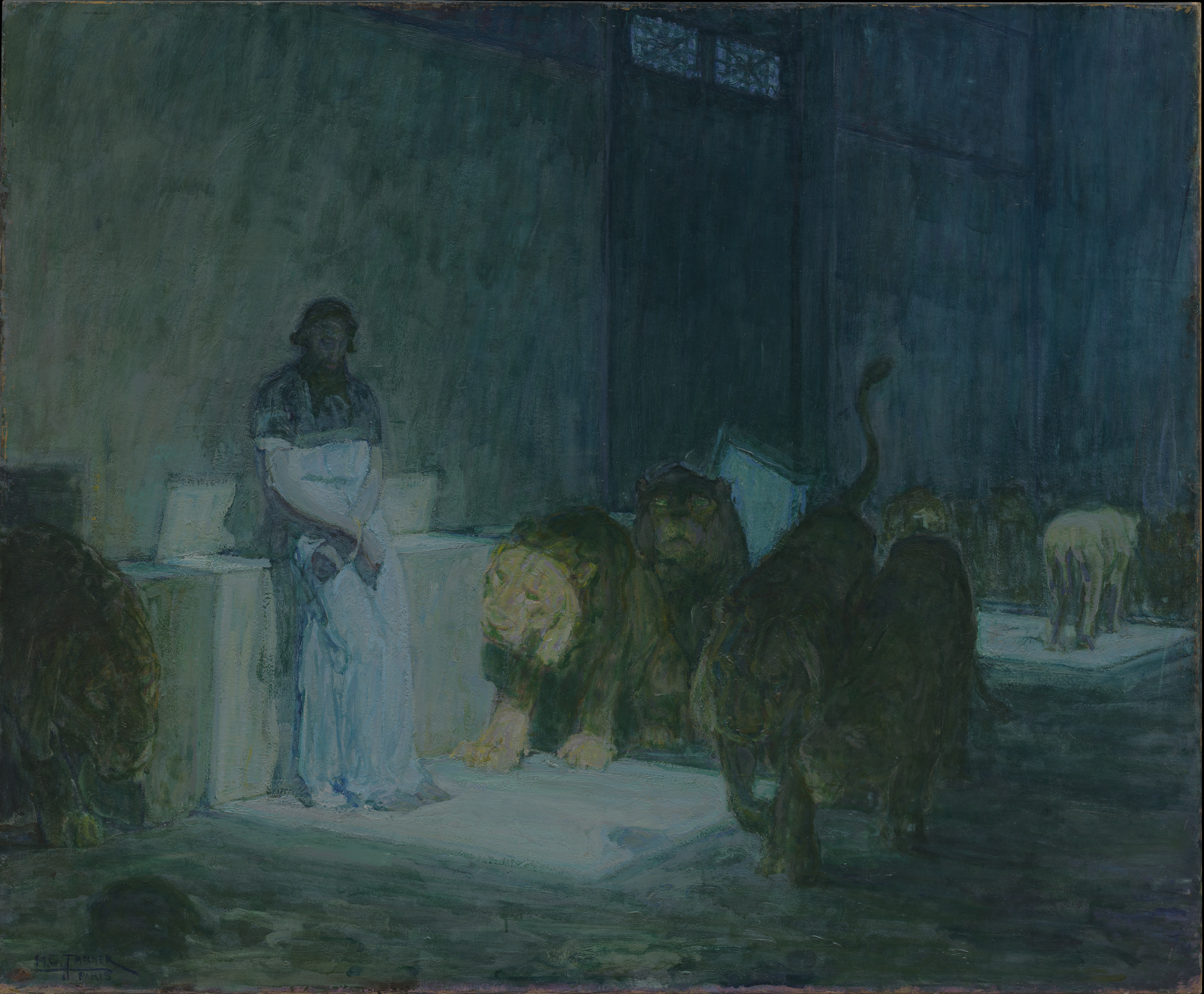
Daniel in the Lions' Den, 1907–1918. The original (now lost) was painted in 1895 and displayed in the 1896 Salon.
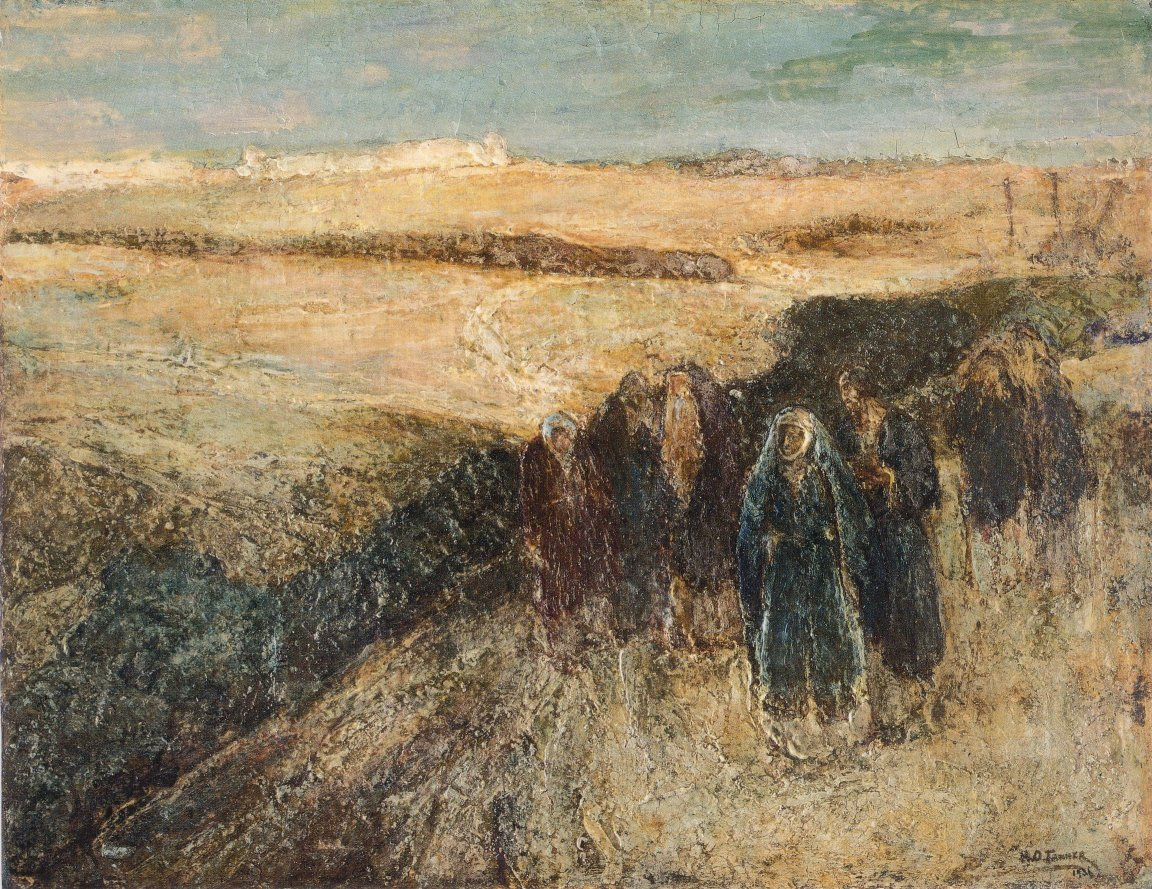
1936. Tanner's final painting,  Return from the Crucifixion. Mary and Joseph are in the front.

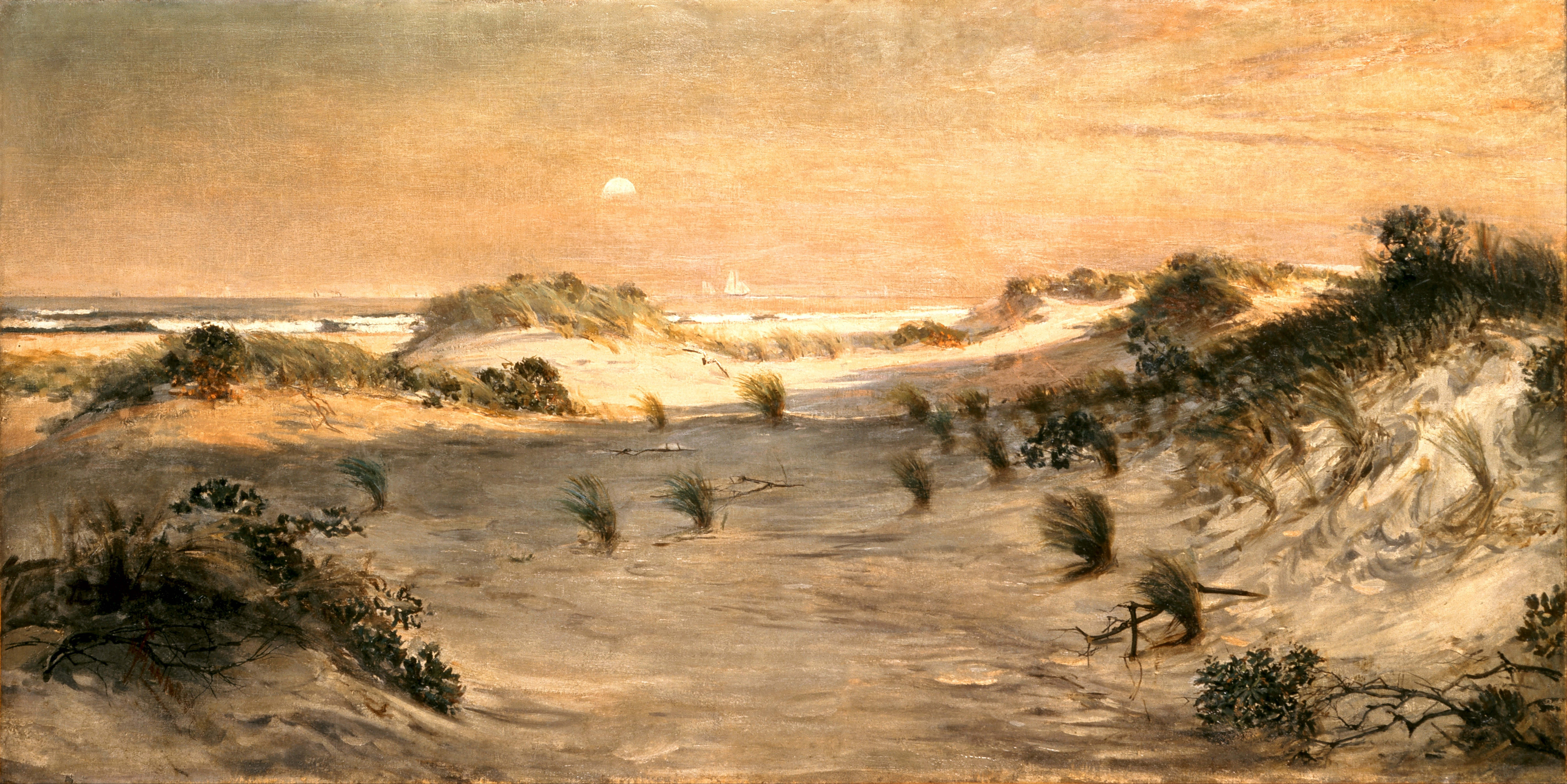
Sand Dunes at Sunset, Atlantic City, c. 1885, ホワイトハウス
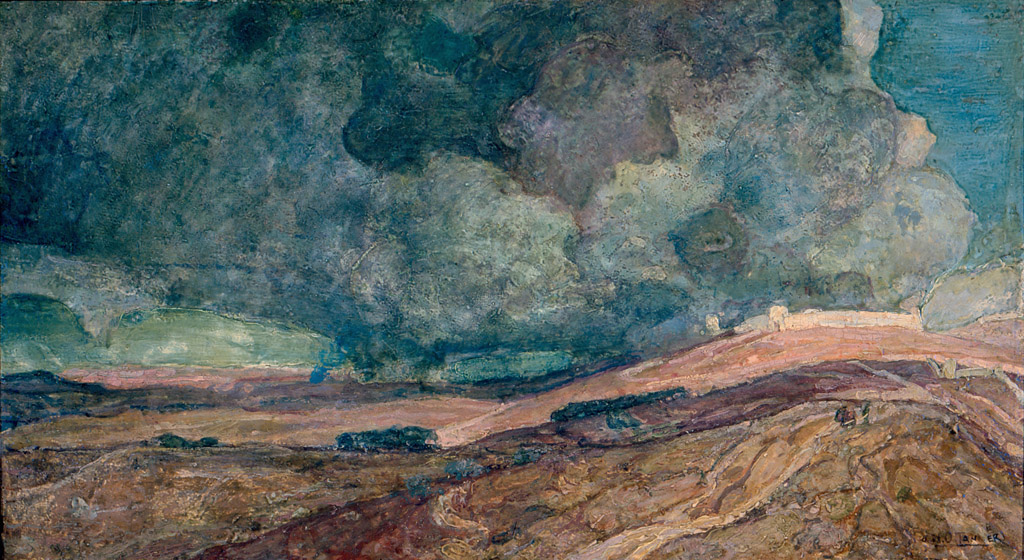
Destruction of Sodom and Gomorrah, 1929–30, ハイ美術館